# الانتخابات العامة الهندية 2024

جدول الانتخابات

المقاعد حسب الدائرة الانتخابية

أجريت الانتخابات العامة الهندية 2024 في الفترة من 19 أبريل إلى 1 يونيو 2024 على سبع مراحل لانتخاب أعضاء مجلس الشعب البالغ عددهم 543 عضوًا فُرزت الأصوات وأعلنت النتيجة في 4 يونيو والتي شكلت مجلس النواب الثامن عشر. أصبح ناريندرا مودي بهذه النتيجة رئيس الوزراء للمرة الثالثة، لكن بحكومة ائتلافية على عكس المرتين السابقين، أبرز أحزاب ائتلاف مودي حزب تيلوغو ديسام في ولاية أندرا برديش وحزب جنتا دال (يونايتد) في بهار.
كان يحق لأكثر من 968 مليون شخص في الهند من أصل 1.4 مليار نسمة التصويت في الانتخابات، أي ما يعادل 70% من إجمالي السكان. شارك منهم 642 مليون ناخب، منهم 312 مليون أنثى وهي أعلى نسبة مشاركة لهم على الإطلاق. أُجريت انتخابات المجلس التشريعي في ولايات أندرا برديش وأروناتشال براديش وأوديشا وسيكيم بالتزامن مع الانتخابات العامة، إلى جانب الانتخابات الفرعية لـ 25 دائرة انتخابية في 12 مجلسًا تشريعيًا.
ترشح رئيس الوزراء الحالي ناريندرا مودي الذي أكمل فترة ولايته الثانية لولاية ثالثة بعد أن فاز حزبه بهاراتيا جاناتا بأغلبية مطلقة - 272 مقعدًا فما فوق - في انتخابات عامي 2014 و2019. نظمت أحزاب المعارضة نفسها في التحالف الوطني التنموي الشامل الهندي والذي يضم حزب المؤتمر الوطني الهندي والعديد من الأحزاب الإقليمية الأخرى. انتقدت الانتخابات بسبب عدم اتخاذ إجراءات بشأن خطابات الكراهية الصادرة من حزب بهاراتيا جاناتا والعطل الذي ذكرته التقارير في آلة التصويت الإلكترونية وقمع حزب بهاراتيا جاناتا لمعارضيه السياسيين.
توقعت استطلاعات الرأي التي أجرتها وسائل الإعلام الرئيسية فوزًا ساحقًا لحزب بهاراتيا جاناتا وائتلافه التحالف الوطني الديمقراطي. لكن ما حدث فوز حزب بهاراتيا جاناتا بـ 240 مقعدًا فقط بانخفاض عن 303 مقعد التي فاز بها في عام 2019، وخسارته لأغلبيته في مجلس النواب وفاز التحالف الوطني الديمقراطي بالإجمال على 293 من أصل 543 مقعدًا في المجلس. بينما فاق أداء التحالف الوطني التنموي الشامل الهندي التوقعات وحصل على 234 مقعدًا، فاز حزب المؤتمر بـ 99 منها ليصبح بذلك حزب المعارضة الرسمي لأول مرة منذ 10 سنوات. كما فاز سبعة مستقلين وعشرة مرشحين من أحزاب غير متحالفة بمقاعد في مجلس النواب.

## الخلفية

### السياسة المعاصرة والانتخابات السابقة
الهند دولة ذات نظام متعدد الأحزاب فيه حزبين رئيسيين هما حزب بهاراتيا جاناتا والمؤتمر الوطني الهندي يهيمنان على السياسة على المستوى الوطني. يحكم حزب بهاراتيا جاناتا البلاد بقيادة ناريندرا مودي منذ عام 2014. أُجريت الانتخابات العامة السابقة في أبريل ومايو 2019، وبعدها قام التحالف الوطني الديمقراطي بقيادة حزب بهاراتيا جاناتا، بتشكيل حكومة اتحادية، مع استمرار مودي في منصب رئيس الوزراء. من المقرر أن تنتهي فترة ولاية لوك سابها السابع عشر في 16 يونيو 2024. تشكل التحالف الوطني التنموي الشامل الهندي الذي يتألف من 26 حزبًا معارضًا في عام 2023 لخوض الانتخابات ضد التحالف الديمقراطي الوطني.

### النظام الانتخابي

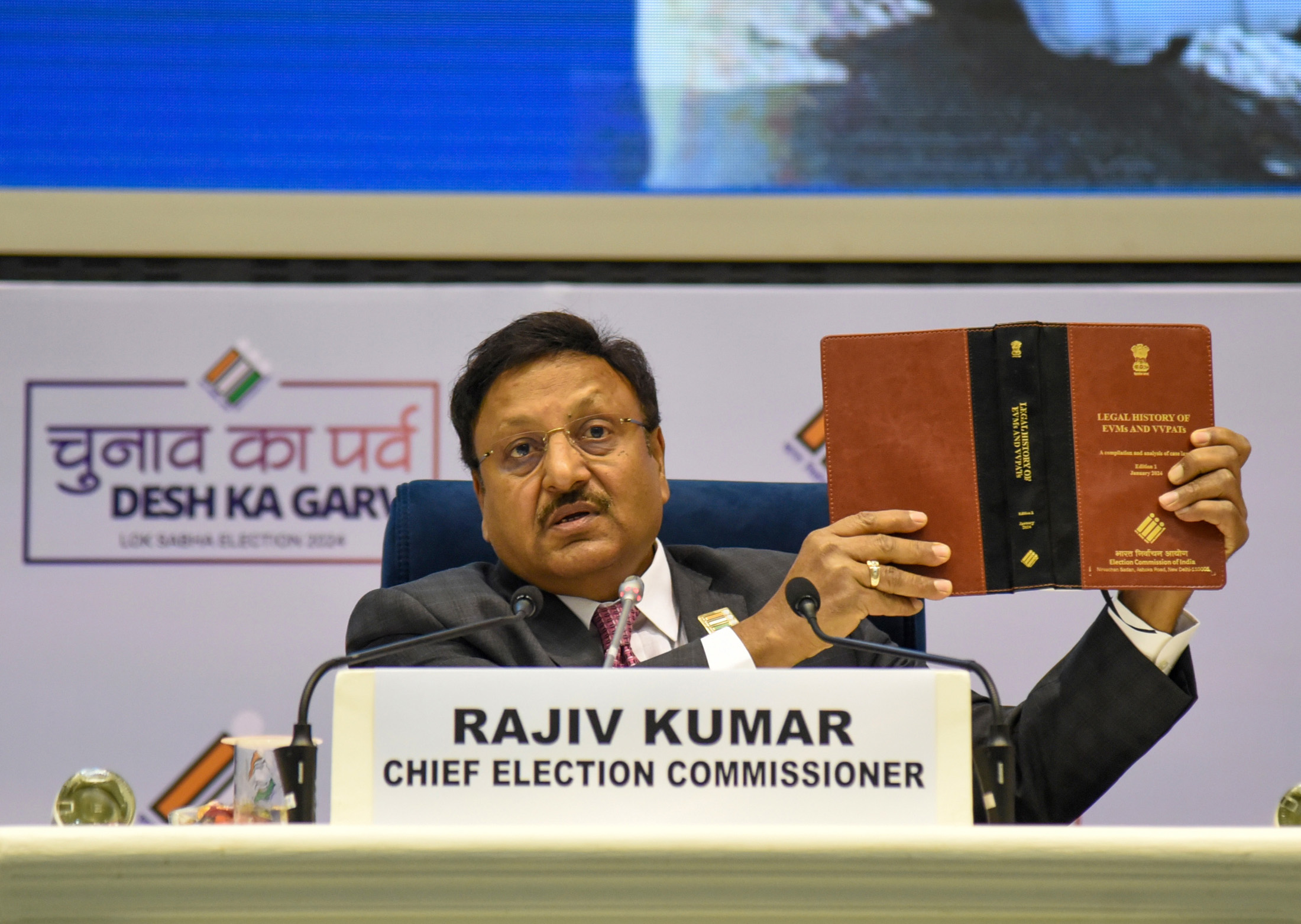
رئيس مفوضية الانتخابات راجيف كومار يعلن عن جدول الانتخابات في 16 مارس 2024

ألغى التعديل رقم 104 للدستور المقعدين اللذين كانا للجالية الإنجليزية الهندية.
يحق للمواطنين الهنود البالغين 18 عامًا والمسجلين في قوائم الناخبين والذين يمتلكون بطاقة هوية ناخب سارية صادرة عن لجنة الانتخابات الهندية أو ما يعادلها الانتخاب. يُمنع الأشخاص المدانون بارتكاب جرائم انتخابية أو جرائم أخرى والسجناء من التصويت. لا يحق للهنود مزدوجي الجنسية بالتصويت في الهند. لا يوجد اقتراع غيابي بالبريد أو عبر الإنترنت في الهند؛ يجب على المهاجرين الهنود بالسفر إلى دوائرهم الانتخابية الأصلية للإدلاء بأصواتهم.
كان 968 مليون شخص مؤهلين للتصويت في انتخابات 2024 بزيادة حوالي 150 مليون شخص عن انتخابات 2019. تنص القوانين الانتخابية على أن مراكز الاقتراع يجب أن تكون على بعد اثنان كيلومتر (1.2 ميل) من أي مستوطنة، فمثلا أنشئ مركز اقتراع في ولاية أروناجل برديش للناخب المسجل الوحيد في قرية مالوجام. كما أنشئ مركز اقتراع داخل غابة غير في ولاية كجرات لأجل كاهن في معبد هندوسي. وأنشئت مراكز اقتراع في محمية للحياة البرية في ولاية كيرالا وفي حاوية شحن في ولاية كجرات وفي 320 مخيم إغاثة يعيش فيها ما يقرب من 59,000 شخص نازح بسبب أعمال العنف في مانيبور.
رفضت المحكمة العليا الهندية في مارس 2024 التماسًا من حزب المؤتمر للتوقف عن استخدام آلات التصويت الإلكترونية والعودة إلى بطاقات الاقتراع الورقية والفرز اليدوي المستخدم حتى أواخر التسعينات بسبب نسب التزوير العالية في النظام الإلكتروني. استخدم ما يقرب من 5.5 مليون آلة تصويت إلكترونية في أكثر من مليون مركز اقتراع مع 15 مليون عامل انتخابي وأفراد أمن مكلفين بإدارة سير الانتخابات.
سمحت لجنة الانتخابات الهندية للمرة الأولى للناخبين من ذوي الإعاقة ومن هم فوق سن 85 عامًا بالإدلاء بأصواتهم من منازلهم. مدد وقت التصويت في ولاية تلنغانة في بعض المناطق لمدة ساعة أخرى للسماح للناخبين بالحضور في وقت أكثر ملاءمة.

### التخطيط
تضمن التخطيط للانتخابات مراقبة نفقات الحملات الانتخابية ومنع تداول السلع غير المشروعة وضمان الالتزام بقواعد السلوك النموذجية. أوقفت الحملات الانتخابية في آخر 48 ساعة قبل التصويت وتنفذ تدابير الحفاظ على النظام ومنع الاضطرابات. تفرض قواعد صارمة لمنع التأثير غير اللائق وضمان عملية انتخابية آمنة وحرة في يوم التصويت. بعد انتهاء الانتخابات ختمت آلات التصويت الإلكترونية وتخزينها تحت حراسة أمنية مشددة.

## التحالفات والحزب

الانتخابات العامة الهندية 2024 حسب الكتلة

أصبحت السياسة الهندية ثنائية القطب بشكل متزايد في الفترة التي سبقت الانتخابات العامة لعام 2024 مع ظهور تحالفين رئيسيين هما التحالف الديمقراطي الوطني الحاكم والتحالف الوطني التنموي الشامل الهندي المعارض. خاضت ستة أحزاب وطنية الانتخابات هم حزب بهاراتيا جاناتا والمؤتمر الوطني الهندي والحزب الشيوعي الهندي (الماركسي) وحزب باهوجان ساما وحزب الشعب الوطني وحزب عام آدمي، جميع هذه الأحزاب في أحد التحالفين باستثناء حزب باهوجان ساماج. أيضا خاضت الانتخابات الأحزاب الإقليمية والأحزاب غير المعترف بها والمستقلون.

### التحالف الوطني الديمقراطي
التحالف الوطني الديمقراطي هو خيمة كبيرة تتألف في الغالب من أحزاب يمين الوسط إلى اليمين بقيادة حزب بهاراتيا جاناتا.

### التحالف الوطني التنموي الشامل الهندي
التحالف الوطني التنموي الشامل الهندي هو خيمة كبيرة تتكون في معظمها في الغالب من أحزاب المعارضة من يسار الوسط إلى اليسار.

### الأحزاب والتحالفات الأخرى البارزة
أعلنت زعيمة حزب باهوجان ساماج ماياواتي أن حزبها سيخوض الانتخابات بمفرده في معظم الولايات وسيتحالف مع أحزاب أخرى غير حزبي بهاراتيا جاناتا والمؤتمر الوطني الهندي في عدد قليل من الولايات. أعلن زعيم حزب بيجو جنتا دال ورئيس وزراء أوديشا آنذاك نافين باتنايك في 11 مايو 2023 أن حزبه سيخوض النتخابات العامة بمفرده في أوديشا بعد فشل المحادثات مع حزب بهاراتيا جاناتا.
| الحزب                                       | الولاية/الإقليم الاتحادي     | المقاعد المتنافسة عليها | المقاعد المتنافسة عليها |                     |
| الأحزاب المعترف بها                         | الأحزاب المعترف بها          | الأحزاب المعترف بها     | الأحزاب المعترف بها     | الأحزاب المعترف بها |
| ------------------------------------------- | ---------------------------- | ----------------------- | ----------------------- | ------------------- |
| Bahujan Samaj Party                         | أتر برديش                    | 80                      | 424                     |                     |
| Bahujan Samaj Party                         | البنغال الغربية              | 5                       | 424                     |                     |
| Bahujan Samaj Party                         | بهار                         |                         | 424                     |                     |
| Bahujan Samaj Party                         | تاميل نادو                   | 39                      | 424                     |                     |
| Bahujan Samaj Party                         | ماديا برديش                  | 6                       | 424                     |                     |
| Bahujan Samaj Party                         | أندرا برديش                  | 25                      | 424                     |                     |
| Bahujan Samaj Party                         | كجرات                        | 24                      | 424                     |                     |
| Bahujan Samaj Party                         | راجستان                      | 24                      | 424                     |                     |
| Bahujan Samaj Party                         | كرناتكا                      | 21                      | 424                     |                     |
| Bahujan Samaj Party                         | أوديشا                       |                         | 424                     |                     |
| Bahujan Samaj Party                         | كيرلا                        | 18                      | 424                     |                     |
| Bahujan Samaj Party                         | تلنغانة                      |                         | 424                     |                     |
| Bahujan Samaj Party                         | البنجاب                      |                         | 424                     |                     |
| Bahujan Samaj Party                         | تشاتيسغار                    | 11                      | 424                     |                     |
| Bahujan Samaj Party                         | دلهي                         | 7                       | 424                     |                     |
| Bahujan Samaj Party                         | أوترخند                      | 5                       | 424                     |                     |
| Bahujan Samaj Party                         | غوا                          | 2                       | 424                     |                     |
| Bahujan Samaj Party                         | جزر أندمان ونيكوبار          | 1                       | 424                     |                     |
| Bahujan Samaj Party                         | دادرا وناجار هافلي ودمن وديو | 1                       | 424                     |                     |
| Bahujan Samaj Party                         | بودوتشيري                    | 1                       | 424                     |                     |
| أول إنديا أنا درافيدا مونترا كاجاغام ‏       | تاميل نادو                   | 34                      | 36                      |                     |
| أول إنديا أنا درافيدا مونترا كاجاغام ‏       | جزر أندمان ونيكوبار          | 1                       | 36                      |                     |
| أول إنديا أنا درافيدا مونترا كاجاغام ‏       | بودوتشيري                    | 1                       | 36                      |                     |
| YSR Congress Party                          | أندرا برديش                  | 25                      | 25                      |                     |
| Biju Janata Dal                             | أوديشا                       | 21                      | 21                      |                     |
| Bharat Rashtra Samithi                      | تلنغانة                      | 17                      | 17                      |                     |
| Shiromani Akali Dal                         | البنجاب                      |                         |                         |                     |
| مجلس اتحاد المسلمين (الهند)                 | تلنغانة                      | 15                      | 15                      |                     |
| Indian National Lok Dal                     | هريانة                       |                         |                         |                     |
| حزب فهود جامو وكشمير الوطنية                | جامو وكشمير                  |                         |                         |                     |
| Desiya Murpokku Dravida Kazhagam            | تاميل نادو                   | 5                       | 5                       |                     |
| Bodoland People's Front                     | آسام                         | 4                       | 4                       |                     |
| All India United Democratic Front           | آسام                         | 3                       | 3                       |                     |
| Revolutionary Goans Party                   | غوا                          | 2                       | 2                       |                     |
| Mizo National Front                         | ميوزرام                      | 1                       | 1                       |                     |
| Sikkim Democratic Front                     | سكم                          | 1                       | 1                       |                     |
| Voice of the People Party (Meghalaya)       | ميغالايا                     | 1                       | 1                       |                     |
| United Democratic Party (Meghalaya)         | ميغالايا                     | 1                       | 1                       |                     |
| Zoram People's Movement                     | ميوزرام                      | 1                       | 1                       |                     |
| الأحزاب غير المعترف بها                     |                              |                         |                         |                     |
| Socialist Unity Centre of India (Communist) | البنغال الغربية              |                         |                         |                     |
| كرناتكا                                     | 19                           |                         |                         |                     |
| كيرلا                                       | 8                            |                         |                         |                     |
| آسام                                        | 6                            |                         |                         |                     |
| أندرا برديش                                 | 4                            |                         |                         |                     |
| دلهي                                        | 2                            |                         |                         |                     |
| كجرات                                       | 2                            |                         |                         |                     |
| تاميل نادو                                  | 2                            |                         |                         |                     |
| جزر أندمان ونيكوبار                         | 1                            |                         |                         |                     |
| تشاتيسغار                                   | 1                            |                         |                         |                     |
| بودوتشيري                                   | 1                            |                         |                         |                     |
| راجستان                                     | 1                            |                         |                         |                     |
| تريبورة                                     | 1                            |                         |                         |                     |
| أترخند                                      | 1                            |                         |                         |                     |
| Naam Tamilar Katchi                         | تاميل نادو                   | 39                      | 40                      |                     |
| Naam Tamilar Katchi                         | بودوتشيري                    | 1                       | 40                      |                     |
| Gondwana Ganatantra Party                   | ماديا برديش                  |                         |                         |                     |
| Gondwana Ganatantra Party                   | تشاتيسغار                    | 9                       |                         |                     |
| Gondwana Ganatantra Party                   | مهاراشترا                    |                         |                         |                     |
| Azad Samaj Party (Kanshi Ram)               | أتر برديش                    |                         |                         |                     |
| Azad Samaj Party (Kanshi Ram)               | ماديا برديش                  |                         |                         |                     |
| Azad Samaj Party (Kanshi Ram)               | راجستان                      | 5                       |                         |                     |
| Azad Samaj Party (Kanshi Ram)               | تشاتيسغار                    | 3                       |                         |                     |
| Azad Samaj Party (Kanshi Ram)               | دلهي                         | 1                       |                         |                     |
| Vanchit Bahujan Aaghadi                     | مهاراشترا                    |                         |                         |                     |
| Indian Secular Front                        | البنغال الغربية              | 8                       | 8                       |                     |
| Republican Party of India (Athawale)        | مهاراشترا                    |                         |                         |                     |
| Republican Party of India (Athawale)        | أندرا برديش                  | 8                       |                         |                     |
| Republican Party of India (Athawale)        | آسام                         | 4                       |                         |                     |
| Republican Party of India (Athawale)        | كرناتكا                      | 4                       |                         |                     |
| Republican Party of India (Athawale)        | تشاتيسغار                    | 2                       |                         |                     |
| Republican Party of India (Athawale)        | مانيبور                      | 1                       |                         |                     |
| Republican Party of India (Athawale)        | راجستان                      | 1                       |                         |                     |
| Republican Party of India (Athawale)        | تريبورة                      | 1                       |                         |                     |
| Gana Suraksha Party                         | البنغال الغربية              |                         |                         |                     |
| Gana Suraksha Party                         | آسام                         | 4                       |                         |                     |
| Gana Suraksha Party                         | أروناجل برديش                | 1                       |                         |                     |
| Social Democratic Party of India            | أندرا برديش                  | 2                       |                         |                     |
| Social Democratic Party of India            | كجرات                        | 2                       |                         |                     |
| Uttarakhand Kranti Dal                      | أوترخند                      | 3                       | 3                       |                     |
| مؤتمر جامو وكشمير الشعبي                    | جامو وكشمير                  | 2                       | 2                       |                     |
| Jammu and Kashmir Apni Party                | جامو وكشمير                  | 2                       | 2                       |                     |

## المرشحين
رشح التحالف الوطني الديمقراطي ناريندرا مودي لرئاسة الوزراء. وأعلن التحالف الوطني التنموي الشامل الهندي أن التحالف سوف يقرر مرشحه لرئاسة الوزراء بعد الانتخابات.

### التحالف الوطني الديمقراطي

تقاسم التحالف الوطني الديمقراطي للدوائر الانتخابية في الانتخابات

أعلن حزب بهاراتيا جاناتا عن قائمته الأولى المكونة من 195 مرشحًا في 2 مارس 2024 ونُشرت القائمة الثانية المكونة من 72 مرشحًا في 13 مارس، ونشرت القائمة الثالثة المكونة من تسعة مرشحين في 21 مارس، والقائمة الرابعة المكونة من 15 مرشحًا في 22 مارس، تلتها القائمة الخامسة المكونة من 111 مرشحًا في 24 مارس. أخيرًا نشرت القائمة العشرين التي بها مرشح واحد في 10 مايو.
لم يقدم حزب بهاراتيا جاناتا مرشحين في قسم كشمير للمرة الأولى منذ عام 1996، يرجع المحللون والسياسيون المعارضون ذلك إلى رد الفعل الشعبي على إلغاء حكومة حزب بهاراتيا جاناتا للحكم الذاتي في جامو وكشمير المنصوص عليه في المادة 370 من الدستور الهندي في عام 2019.

### التحالف الوطني التنموي الشامل الهندي
أصدر حزب المؤتمر الوطني الهندي قائمته الأولى التي تضم 39 مرشحًا في 8 مارس 2024.
وأخيرا أعلن عن القائمة الثامنة والعشرين لمرشح واحد في 7 مايو.
أعلن حزب المؤتمر الهندي ترينامول عن قائمته التي تضم 42 مرشحًا لمقاعد البرلمان في ولاية البنغال الغربية في 10 مارس. أعلن الحزب الشيوعي الهندي (الماركسي) عن قائمته الأولى التي تضم 44 مرشحًا يتنافسون في 13 ولاية مختلفة في 28 مارس.

## القضايا الانتخابية الرئيسة

### البطالة
البطالة هي مشكلة رئيسة في الاقتصاد الهندي خاصة عندما تؤثر علة على الشباب. وصلت البطالة في الهند في السنوات الأخيرة إلى أعلى مستوى لها منذ 45 عامًا. ذكر تقرير البنك الدولي لعام 2022 أن معدل بطالة الشباب في الهند تبلغ 23.2٪، بينما تراوحت البطالة الوطنية حول 7٪. في عام 2023، كان 42.3٪ من الخريجين عاطلين عن العمل في عام 2023 في دلالة على عدم وصل معدال النمو للحد يستوعب القوى العاملة المتزايدة.
احتلت البطالة والاقتصاد الصدارة في الحملات الانتخابية، فانتقد التحالف الوطني التنموي الشامل الهندي المعارض تعامل حكومة حزب بهاراتيا جاناتا مع الاقتصاد الهندي بسبب ارتفاع التضخم وعدم المساواة والبطالة في فترة حكمها. ووعد التحالف الوطني التنموي بقيادة حزب المؤتمر بتشغيل 3 مليون فرد في في الوظائف الشاغرة الحكومية وإقرار "الحق في التدريب المهني" حيث يمكن لأي حامل دبلوم أو شهادة حتى سن 25 عامًا أن يطلب وظيفة لمدة عام واحد وسيحصل على راتب لمدة عام بقيمة 100,000 روبية لمدة الوظيفة.

### معبد رام ماندير والطائفية
هيمن عصر جديد من المشاعر القومية الهندوسية على المجال السياسي في الهند بعد تكريس معبد رام ماندير في أيوديا. دعم العديد من الهندوس هذه الأيديولوجية القومية الهندوسية لمودي وحزب بهاراتيا جاناتا. توجهت سينما بوليوود في الوقت نفسه نحو الإنتاجات التي تدعم سياسات حكومة مودي والأيديولوجيات القومية الهندوسية. أثارت هذه الموجة مخاوف الأقليات الدينية الأخرى وردًا على مثل هذه المخاوف أقر المتحدث باسم حزب بهاراتيا جاناتا ممهونلومو كيكون بوجود "مستوى من التهديد"، لكنه قال إن الحزب كان يحاول تغيير ذلك.
رفض حزب المؤتمر المعارض وزعمائه حضور حفل تكريس معبد رام ماندر وهو ما أثار جدلاً كبيراً، وقال الحزب إن الحدث تم تسييسه وأصبح "حدث لحزب بهاراتيا جاناتا". قال رئيس وزراء ولاية آسام هيمانتا بيسوا سارما إن حضور حزب المؤتمر للحفل كان فرصة "للتقليل من خطيئته" وأن التاريخ يعتبره دائمًا "معادٍ للهندوس". كما رفض الأربعة شانكاراتشاريا حضور الحدث، قائلين إن الحفل تم تسييسه ليصبح حدثًا انتخابيًا.
اتهم ناريندرا مودي خلال تجمع انتخابي في راجستان في 21 أبريل حزب المؤتمر بإعطائه الأولوية لوصول المسلمين إلى الثروة الوطنية وخططه لتوزيع الموارد على "أولئك الذين لديهم المزيد من الأطفال" و"المتسللين"، يعكس قوله تعزيز الصورة النمطية حول تكاثر المسلمين وإنجابهم للعديد كبير من الأطفال ونظريات المؤامرة التي يروج لها حزب بهاراتيا جاناتا في أن المسلمين يخططون ليكونوا أغلبية سكان الهند ويتخطوا الهندوس. وصف زعيم حزب المؤتمر ماليكارجون خارغي تصريحات مودي بأنها "خطاب كراهية" مفعم بالذعر وحيلة لتحويل الانتباه عن تفوق المعارضة على حزب بهاراتيا جاناتا في المرحلة الأولى من الانتخابات، وتلقى المسؤولون في راجستان شكاوى من منظمة آزاد أديكار سينا ومنظمة غير ربحية تطالب باعتقال مودي وتعليق حملته. نشر حزب بهاراتيا جاناتا بعد خطاب مودي مقطع فيديو على حسابه الرسمي على إنستغرام يُظهر فيه راهول غاندي وهو يحمل نسخة من بيان حزب المؤتمر الانتخابي الذي يتحول إلى رمز رابطة مسلمي عموم الهند، حذف الفيديو بعد أقل من 24 ساعة على نشره بعدما أبلغ عنه العديد من المستخدمين. كما أمرت اللجنة الانتخابية بإزالة مقطع فيديو مماثل نُشر على X يستهدف الناخبين في كرناتكا، دفعت هذه الأحداث الشرطة إلى فتح قضايا ضد كبار قادة حزب بهاراتيا جاناتا.
بعثت منظمة Samvidhan Bacchao Nagrik Abhiyan (حملة المواطنين لإنقاذ الدستور) شكوى وقع عليها أكثر من 17,400 شخص إلى لجنة الانتخابات الهندية لتعليق حملة مودي الانتخابية فزعمت أنه انتهك قانون السلوك النموذجي وقانون تمثيل الشعب لعام 1951 عندما ألقى خطاب "لا يهدف فقط إلى إثارة "المشاعر الطائفية" ولكن أيضًا إلى التحريض على الكراهية بين الهندوس ضد المسلمين وتأجيج الطائفية بينهم".

### السندات الانتخابية
قضت المحكمة العليا الهندية في 15 فبراير 2024 نظام السندات الانتخابية لتمويل الحملات غير دستوري وهو نظام أصدرته حكومة مودي في عام 2017 الذي سُمح فيه للأفراد والشركات بالتبرع بالمال للأحزاب السياسية بشكل مجهول ودون حدود، وقالت المحكمة أن النظام سمحت للمانحين "بالتأثير على صنع السياسات". أمرت المحكمة بنك الدولة الهندي في 18 مارس بتقديم جميع السجلات المتعلقة بالسندات الانتخابية إلى لجنة الانتخابات الهندية بحلول 21 مارس ورفضت التماسًا من اتحاد الصناعة الهندي واتحاد غرف التجارة والصناعة الهندية وغرف التجارة والصناعة الأخرى لعدم الكشف عن هويات المانحين. تشير التقارير الأولية إلى أن من بين المانحين الرئيسيين للأحزاب السياسية كانت بعض أكبر الشركات الهندية مثل Vedanta Limited وبهارتي إيرتيل وRPSG Group وEssel Mining. وأيضًا أن حزب بهاراتيا جاناتا كان المستفيد من ما يقرب من نصف جميع التبرعات المسجلة.
إجمالًا أكبر خمسة أجزاب من حيث تبرعات السندات الانتخابية هي حزب بهاراتيا جاناتا الذي حصل على 6060.5 كرور روبية وحزب المؤتمر لعموم الهند ترينامول الذي حصل على 1609.5 كرور روبية وحزب المؤتمر الهندي الذي حصل 1421.8 كرور روبية وحزب بهارات راشترا ساميثي الذي حصل على 1214.7 كرور روبية، وحزب بيجو جنتا دال الذي حصل على 775.5 كرور روبية. تبين أن أكبر متبرع بالسندات الانتخابية هو سانتياجو مارتن رئيس شركة Future Gaming and Hotel Services Private Limited اليانصيب الموجودة في تاميل نادو، فاشترى مارتن سندات بقيمة 13.68 مليار روبية (163 مليون دولار) بين عامي 2020 و2024 وتبرع لحزب المؤتمر لعموم الهند ترينامول وحزب بهاراتيا جاناتا وحزب درافيدا مونيترا كازاجام الذي يحكم تاميل نادو. وأكبر مؤسسة متبرعة هي شركة ميغا للهندسة والبنية التحتية المحدودة للإنشاءات في حيدر أباد فاشترت سندات انتخابية بقيمة تزيد عن 12 مليار روبية (144 مليون دولار) بين عامي 2019 و2024 تبرعت بها لحزب بهارات راشترا ساميثي وحزب بهاراتيا جاناتا وحزب المؤتمر الذين تناوبوا على حكم تلنغانة خلال ذلك الوقت.
وصف بعض ساسة المعارضة نظام السندات الانتخابية بأنه "عملية احتيال" و"ابتزاز". ردًا على الادعاءات المتعلقة بالسندات الانتخابية نفى المتحدث باسم حزب بهاراتيا جاناتا سيد ظفر الإسلام أن يكون الحزب قد ارتكب أي مخالفات وقال إن السندات الانتخابية التي حصل عليها الحزب أخدها "عن جدارة". توصل المراقبون السياسيون الهنود إلى استنتاج مفاده أن رجال الأعمال الهنود إما كانوا يرشون الحكومات بانتظام للخروج من المتاعب أو أن حكومة حزب بهاراتيا جاناتا كانت تستخدم الوكالات الحكومية لابتزازهم لدفع المال. تبين من البيانات التي أصدرها بنك الدولة الهندي أن الشركات التي تبرعت للأحزاب في الوقت الذي تلقت فيه عقودًا حكومية رئيسية. وكان ما يقرب من نصف أكبر 30 شركة مانحة تحقق الوكالات الحكومية في أنشطتها في الوقت الذي اشترت فيه السندات الانتخابية.

## حملات الأحزاب الانتخابية

### حزب بهاراتيا جاناتا
أكد الاجتماع التنفيذي الوطني لحزب بهاراتيا جاناتا الذي عقد يومي 16 و17 يناير 2023 دعم الحزب لرئيس الوزراء ناريندرا مودي وتجديد فترة الرئيس الوطني لحزب بهاراتيا جاناتا جيه بي نادا. قال مودي في خطاب ألقاه أمام العاملين في الحزب - في إطار رسم استراتيجية الحزب في الانتخابات - إنه يتعين عليهم التواصل مع كل قطاعات المجتمع مثل المجتمعات المهمشة والأقليات "دون اعتبارات انتخابية".
استخدم الحزب شعارين للانتخابات الأول هو "ضمان مودي" الذي أعلن عنه بعد انتخابات الجمعية التشريعية لعام 2023، والشعار الآخر هو Abki Baar 400 Paar (لنتجاوز 400 هذه المرة) في إشارة إلى هدف الحزب في الفوز بأكثر من 400 مقعد من أصل 543 مقعدًا في لوك سابها. قال محللو الانتخابات إن الطريق أمام حزب بهاراتيا جاناتا لتحقيق هذا الهدف سيكون على الأرجح من خلال الفوز بمقاعد أكثر في جنوب الهند أكثر من الانتخابات السابقة.
أقام الحزب تجمعات انتخابية في ولايات عدة شارك فيها مودي ورئيس حزب بهاراتيا جاناتا جيه بي نادا وأميت شاه. وصف رئيس وزراء ولاية أتر برديش يوجي أديتياناث الانتخابات في تجمع انتخابي أنها منافسة بين "أتباع راما" و"أعداء راما". كما اتهم مودي المعارضة بالتخطيط لهدم معبد رام ماندر بمجرد وصولهم إلى السلطة.
دعا حزب بهاراتيا جاناتا في 14 أبريل 2024 الدبلوماسيين الأجانب العاملين في البلاد بالإضافة إلى 25 حزبًا سياسيًا من الدول الأخرى مثل حزب المحافظين وحزب العمال في المملكة المتحدة والاتحاد الديمقراطي المسيحي والحزب الديمقراطي الاجتماعي الألماني من ألمانيا ورابطة عوامي من بنغلاديش لمراقبة الحملة الانتخابية للحزب. هذه المبادرة هي جزء من حملة "تعرف على حزب بهاراتيا جاناتا"، وكجزء من هذا البرنامج التقى رئيس حزب بهاراتيا جاناتا جيه بي نادا بمبعوثين من 13 دولة.

### التحالف الوطني التنموي الشامل الهندي
أقيم أول تجمع للتحالف في باتنا عاصمة ولاية بهار في 3 مارس 2024. وحضر التجمع زعيم التحالف ماليكارجون كهارجي وزعيم حزب المؤتمر راهول غاندي ورئيس حزب راشتريا جاناتا دال لالو براساد ياداف ونائب رئيس وزراء بهار السابق تيجاشوي ياداف وزعيم حزب ساماجوادي أخيليش ياداف وكبار قادة اليسار سيتارام ياتشوري ود. رجا وآخرين. انتقد كهارجي في التجمع حزب بهاراتيا جاناتا لعدم الوفاء بوعده بتوفير الوظائف وإهماله لفقراء البلاد.
عقد التحالف تجمع في حديقة شيفاجي في مومباي في 17 مارس بعد يوم من انتهاء مسيرة بهارات جودو نياي ياترا التي نظمها راهول غاندي. وحضر التجمع راهول غاندي، وأودهاف ثاكيراي وشاراد باوار وتيجاشوي ياداف ورئيس وزراء ولاية تاميل نادو إم كيه ستالين وآخرين. قال غاندي في التجمع إنه اضطر إلى إطلاق مسيرته بسبب ارتفاع التضخم والبطالة في البلاد.
نظم تحالف المعارضة مظاهرة احتجاجية في 31 مارس بسبب اعتقال رئيس وزراء دلهي أرفيند كيجريوال فيما يتعلق بقضية احتيال مزعومة في دلهي في 22 مارس، زعم زعماء المعارضة أن قضية الفساد المرفوعة ضده واعتقاله اللاحق كانت "اختلاقًا بدوافع سياسية" لكي لا يشارك بالانتخابات. طلق على المظاهرة "لوكتانترا باتشاو" (أنقذوا الديمقراطية) وحاولت المعارضة فيها تصوير الانتخابات على أنها "ديمقراطية ضد الدكتاتورية".

#### المؤتمر الوطني الهندي

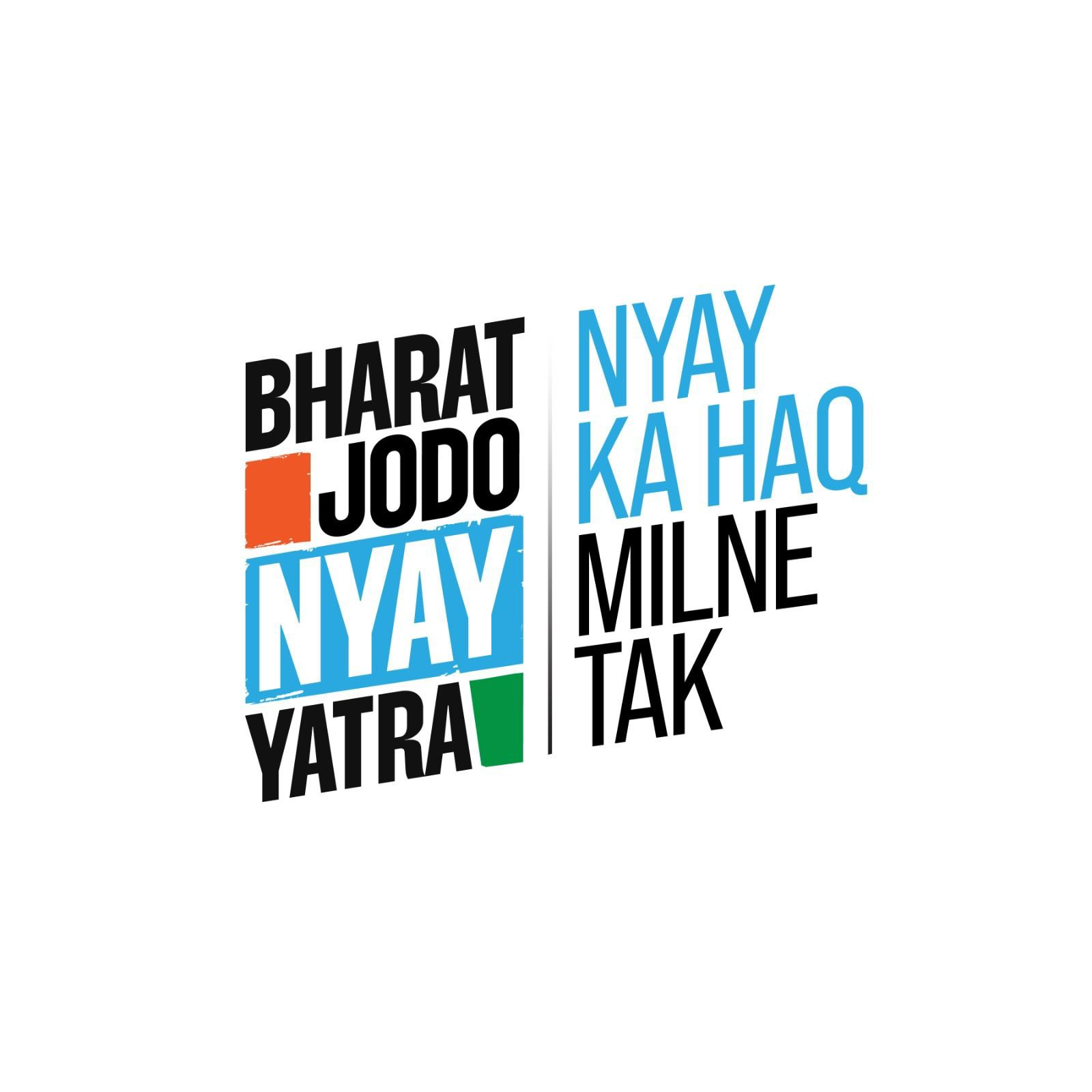
شعار بهارات جودو نيي ياترا

انطلقت حملة المؤتمر من ناغبور في تجمع حاشد في 28 ديسمبر 2023 كان من المتوقع أن يحضره أكثر من مليون شخص. كما كان في هذا التجمع أيضًا احتفال بالذكرى 138 لتأسيس وعُقد لتنشيط كوادر الحزب للانتخابات العامة لعام 2024. دعي العاملين في الحزب من جميع أنحاء الولاية للانضمام إلى التجمع..
أطلق الحزب مهرجان بهارات جودو نيي ياترا في 14 يناير، وهو تكملة لمهرجان بهارات جودو ياترا الذي أقيم في العام السابق. بدأ المهرجان في ثوبال، مانيبور وانتهى في مومباي في 16 مارس 2024. وغطى 6713 كيلومترًا (4171 ميلاً) في 14 ولاية.

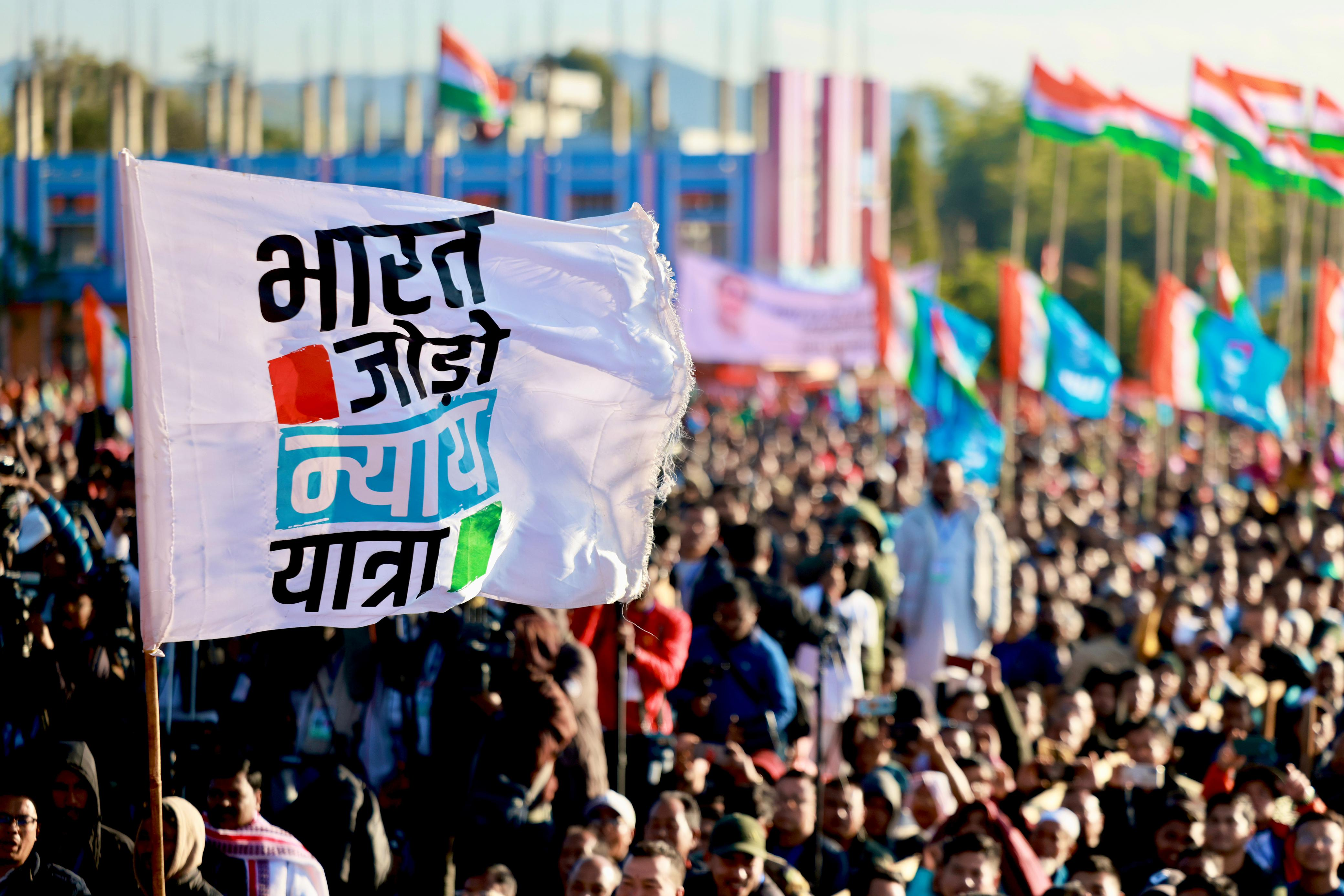
داعمي حزب المؤتمر يرفعون اللافتات الداعمة له

حذر راؤول غاندي من أن الهند بأكملها سوف تشتعل إذا فاز حزب بهاراتيا جاناتا في الانتخابات البرلمانية لعام 2024 وقام بتغيير الدستور، خلال خطاب ألقاه في ميدان رامليلا في دلهي.

##### التمويل الجماعي
بدأ حزب المؤتمر حملة تمويل جماعي تُعرف باسم Donate for Desh (تبرع من أجل البلاد) قبل الانتخابات العامة، وأطلق نسخة رقمية للحملة في 18 ديسمبر 2023 على موقع ويب مخصص. قال حزب المؤتمر أن الحملة مستوحى من صندوق تيلاك سواراج للمهاتما غاندي الذي استمر عامي 1920-1921. أطلقت نسخة التبرع من الباب في 28 ديسمبر.
حصلت الحملة على 1.45 كرور روبية (170 ألف دولار أمريكي) في يومها الأول والولايات الخمس الأولى من حيث التبرع هي ماهاراشترا وراجستان وأتر برديش ودلهي وكرناتكا.
تلقت الحملة حوالي 9 كرور روبية (1.1 مليون دولار أمريكي) في نهاية عام 2023 قرابة 30٪ منها من ولايتي تلنغانة ومهاراشترا.
ذكر الحزب أن الحملة جمعت حوالي 20 كرور روبية (2.4 مليون دولار أمريكي) بعدها أعاد تسمية الحملة في 28 يناير إلى Donate for Nyay (تبرع من أجل العدالة) بالتزامن مع حملة Bharat Jodo Nyay Yatra. جمعت بعد تغير اسمها أربعة كرور روبية في 4 أيام.

##### قضايا التمويل
قال حزب المؤتمر في 16 فبراير 2024 أن إدارة ضريبة الدخل أمرت بتجميد الحسابات المصرفية لحزب المؤتمر التي تحوي 2.1 مليار روبية (25.3 مليون دولار) كجزء من نزاع قانوني مستمر بين الطرفين. أضاف أمين صندوق حزب المؤتمر أجاي ماكين لاحقًا أن السلطات الضريبية جمدت 2.1 مليار روبية (25 مليون دولار) في 13 فبراي و"أغلقت فعليًا" حساباته المصرفية وصادرت 1.1 مليار روبية (14 مليون دولار). اشتكى زعيم الحزب راهول غاندي من أن هذه القيود تعرقل حملة الحزب. كما اتهم غاندي مودي ووزير الداخلية أميت شاه بإجراء "عمل إجرامي" ضد الحزب وهو ما نفاه حزب بهاراتيا جاناتا. كما زعمت والدته وزعيمة حزب المؤتمر السابقة سونيا غاندي أن القضايا الضريبية "جزء من الجهود المنهجية لشل" الحزب. حاليًا هناك استئناف معلق حاليًا في المحكمة العليا.
تذكر إدارة تكنولوجيا المعلومات أنها صادرت 135 كرور روبية من حزب المؤتمر لخرقها التشريع الذي يعفي الأحزاب السياسية من دفع الضرائب، ولم تجمد الحسابات المصرفية للحزب كما زعم حزب المعارضة. تلقى الحزب إخطارات من إدارة تكنولوجيا المعلومات مرة أخرى في 29 مارس تطالبه بدفع 1823.08 كرور روبية (218 مليون دولار أمريكي). اتهم حزب المؤتمر حزب بهاراتيا جاناتا بالانخراط في "إرهاب ضريبي" وزعم أن حزب بهاراتيا جاناتا ينتهك قوانين ضريبة الدخل وأن إدارة تكنولوجيا المعلومات يجب أن تطالب حزب بهارتيا جاناتا بدفع 4617.58 كرور روبية ( 553 مليون دولار أمريكي) كرور روبية للمساوة.

#### الحزب الشيوعي الهندي (الماركسي)
بدأ الحزب الشيوعي الهندي (الماركسي) حملته الانتخابية في ولاية كيرالا بعد الإعلان عن 15 مرشحًا في الولاية.

#### راشتريا جاناتا دال
أطلق زعيم حزب راشتريا جاناتا دال تيجاشوي ياداف حملة "جان فيشواس ياترا " ("حملة ثقة الشعب") في 20 فبراير 2024 من مظفربور في بهار. استمرت الحملة حتى 1 مارس 2024 وغطت 33 مقاطعة. وصف ياداف حزب بهاراتيا جاناتا في 23 فبراير في سيوان بأنه "صندوق قمامة" يأخذ الأحزاب الأخرى التي أصبحت "قمامة".

#### حزب عام آدمي
تزامنت فترة الانتخابات مع تحقيقات أجرتها السلطات مع مسؤولين حكوميين من أحزاب المعارضة، مثل رئيس وزراء دلهي وزعيم حزب عام آدمي أرفيند كيجريوال الذي حقق معه بتهمة الفساد في شأن تراخيص الخمور، ورئيس وزراء ولاية جهارخاند هيمانت سورين الذي ألقي القبض عليه في فبراير 2024 بتهمة تسهيل بيع غير قانوني للأراضي. كما تحقق مديرية الإنفاذ مع أربعة رؤساء وزراء غير متحالفين مع حزب بهاراتيا جاناتا بتهم مختلفة، وأغلقت التحقيقات أيضا مع سياسيين معارضين بعدما انضموا إلى حزب بهاراتيا جاناتا. قال هارتوش سينغ بال، الصحفي في مجلة كارافان، لوكالة فرانس برس إن الخطوات التي اتخذتها الوكالات الحكومية تشير إلى سلوكها باعتبارها "خادمة للحزب الحاكم لإخضاع المعارضة السياسية".
اتهم وزير مالية دلهي أتيشي مارلينا سينغ حزب بهاراتيا جاناتا بعد اعتقال كيجريوال بتدبير "مؤامرة سياسية" ضد كيجريوال. كما اشتباك زعماء الحزب وأنصاره مع الشرطة وقت اعتقال كيجريوال في 22 مارس. علق راهول غاندي على اعتقال كيجريوال فقال إن هناك "دكتاتورًا خائفًا" يريد إنشاء "ديمقراطية ميتة" دون تسمية أي شخص. أطلق سراح كيجريوال بكفالة وسمح له بالتصويت بعدها حث كيجريوال المواطنين على التصويت "ضد الدكتاتورية". أعيد إلى السجن كجزء من شروط إطلاق سراحه بكفالة.
تستخدم حكومة حزب بهاراتيا جاناتا مديرية الإنفاذ لاستهداف السياسيين المعارضين الذين ينتقدونها، فقد كانت 95٪ من المداهمات التي نفذتها المديرية ضد زعماء المعارضة. أغلق أو جمد 23 تحقيق من 25 تحقيق بشأن زعماء المعارضة بعد انضمامهم إلى حزب بهاراتيا جاناتا منذ 2014. علق حزب المؤتمر على هذه الأفعال فقال أنها تشبه "غسالة الملابس".

#### شيف سينا
انقسم حزب شيف سينا في مهارشترا بعد نزاع داخلي، انضم فصيل شيف سينا بالاساهيبانشي إلى التحالف الوطني الديمقراطي وهو الذي استخدم رمز القوس والسهم التاريخي للحزب، بيما منعت المحكمة العليا الهندية فصيل شيف سينا (UBT) الذي انضم إلى تحالف الهند من استخدام القوس والسهم واستخدم بدلا من ذلك الشعلة.

### برامج الأحزاب

#### حزب بهاراتيا جاناتا
اقترح حزب بهاراتيا جاناتا في بيانه الانتخابي لفظ "جيان" الذي يرمز إلى أربع فئات جاريب (الفقراء) ويوفا (الشباب) واناديتا (المزارعون) وناري (النساء). بدأ حزب بهاراتيا جاناتا حملة لجمع التوصيات والاقتراحات العامة من أجل تقدم الدولة والبلاد، والتي ستدمج في بيان الحزب ضمن "ضمان مودي" للانتخابات العامة لعام 2024.
- 'ناري شاكتي فاندان أدهينيام: هو ضمان تمثيل المرأة في الهيئات التشريعية للولايات والقيادة الوطنية
- لاخباتي ديدي: تمكين 30 مليون امرأة ريفية ليصبحن "لاخباتي ديدي".
- الحصص التموينية المجانية: أعلن حزب بهاراتيا جاناتا في إطار برنامج رئيس الوزراء أنه سيقدم حصص غذائية مجانية لـ 800 مليون مواطن على مدى السنوات الخمس المقبلة.
- زيادة الحد الأدنى للدعم: دعم مالي سنوي بقيمة 6000 روبية بموجب برنامج PM Kisan Samman Nidhi Yojana.
- الكهرباء المجانية: كهرباء مجانية لذوي الدخل المنخفض.
- 3 كرور منزل: تعهد ببناء 30 مليون منزل في مخطط الإسكان ستعطى الأولوية فيها للأشخاص ذوي الإعاقة، وسيحرص على مطابقة السكان لمتطابتهم
- بالنسبة للشباب: تعهد حزب بهاراتيا جاناتا بسن قوانين توقف تسرب أسئلة الاختبارات، تشجيع الشباب لريادة الأعمال، توسيع آفاق العمل في قطاع التصنيع، خلق فرص العمل من خلال تطوير البنية الأساسية، خلق فرص العمل من خلال تنمية صناعة السياحة.
- بالنسبة لسائقي الشاحنات: بناء مبانٍ حديثة مزودة بمرافق تسمح لسائقي الشاحنات بالراحة وركن سيارتهم والحصول على مياه الشرب النظيفة والغذاء على جميع الطرق السريعة الوطنية.
- 'أمة واحدة، انتخابات واحدة: يوجد في البيان الانتخابي لحزب بهاراتيا جاناتا شعار "أمة واحدة، انتخابات واحدة". ربما يعني ذلك أن تتزامن انتخابات مجلس النواب والجمعيات التشريعية للولايات في عام 2029.[166]
- القانون المدني الموحد: يتضمن البيان تنفيذ القانون المدني الموحد.[167]
- أيوشمان مجاني لجميع كبار السن: بموجب برنامج أيوشمان بهارات يوجانا سيكون جميع كبار السن مؤهلين للحصول على رعاية صحية مجانية وعالية الجودة تصل إلى 5 لدخ روبية.
- اقتصاد بقيمة 5 تريليون دولار أمريكي: تعهد حزب بهاراتيا جاناتا بزيادة الناتج المحلي الإجمالي للهند إلى 5 تريليون دولار أمريكي بحلول عام 2025 و10 تريليون دولار بحلول عام 2032. وتوقعت وزارة المالية أن يحتل اقتصاد الهند المرتبة الثالثة بشكل عام في العالم.[168][169] في وقت سابق من عام 2018 ثم مرة أخرى في عام 2019، أعلن مودي في 2018 عن هدف وصول اقتصاد البلاد إلى 5 تريليون دولار أمريكي في 2022 وومرة أخرى في عام 2019 أن يصل إلى الهدف في 2024 لكن لم يتحقق أي من الهدفين.[170][171]
- مجلس الأمن التابع للأمم المتحدة: يتعهد الحزب بتأمين العضوية الدائمة للهند في مجلس الأمن التابع للأمم المتحدة.
- مكافحة الإرهاب: مبادرات لإنشاء شراكة للقضاء على الإرهاب العالمي ومكافحة تمويل الإرهاب.
- التطرف اليساري: مكافحة التطرف اليساري من خلال تعزيز النمو واستخدام مجموعة متنوعة من الأساليب.
- ثالث أكبر قوة اقتصادية: تعهد بأن تصبح الهند ثالث أكبر اقتصاد في العالم من حيث الناتج المحلي الإجمالي. وقد ارتفع اقتصاد الهند من المرتبة الحادية عشرة إلى المرتبة الخامسة من في السنوات العشر الماضية.
- رجل على القمر ومحطة بهاراتيا أنتاركشا: إنشاء محطة بهاراتيا أنتاركشا الدائمة وإرسال رجل إلى القمر.

#### المؤتمر الوطني الهندي
أصدر المؤتمر بيانه الانتخابي الذي تضمن وعودًا خاصة بمجموعات معينة للانتخابات العامة في شهر مارس. ويركز البيان الانتخابي على خمسة قطاعات رئيسية من السكان ويعدهم بما يلي:
- بيان الشباب: توظيف رسمي لمدة عام لطلاب الدراسات العليا الذين تقل أعمارهم عن 25 عامًا وملء 3 ملايين وظيفة حكومية شاغرة والشفافية في التوظيف الحكومي وإنشاء صندوق بقيمة 5000 كرور روبية (605,000 دولار أمريكي) للشركات الناشئة وتوحيد عملية امتحانات التوظيف الحكومية والضمان الاجتماعي للعاملين المؤقتين.[173][174][175]

- بيان المرأة: 100,000 روبية مساعدة لنساء الأسر الفقيرة و50٪ من التوظيفات الجديدة في الوظائف الحكومية ستكون للنساء ومضاعفة مساهمة الحكومة المركزية في رواتب العاملين في مجال الرعاية الصحية وناشط الصحة المجتمعية المعتمد ومشروع وجبة الظهيرة والمساعدة القانونية في كل بانشيات ونزل واحد على الأقل للنساء العاملات في مقر المنطقة.[176][177]
- بيان المزارعين: ضمان قانوني بوجود دعم للمزارعين وسياسة استيراد وتصدير مواتية لهم وإزالة ضريبة السلع والخدمات من السلع الزراعية.[178]
- بيان العمال: تغطية صحية شاملة للعمال وزيادة الحد الأدنى للأجور الوطنية إلى 400 روبية (4.8 دولار أمريكي) في اليوم من 172 روبية (2.1 دولار أمريكي) الموجودة حاليًا وقانون ضمان التوظيف في المناطق الحضرية مماثل لقانون ضمان التوظيف الريفي الوطني في المناطق الريفية والتأمين على الحياة والحوادث للعاملين في القطاع غير الرسمي.[179][180]
- تعداد الطبقات: أعلن حزب المؤتمر أنه إذا فاز في الانتخابات فسوف يجري تعدادًا شاملاً يهدف إلى مسح السكان والظروف الاجتماعية والاقتصادية والتمثيل في مؤسسات الحكم. كما وعد بإصدار تشريع لإلغاء الحد الأقصى بنسبة 50٪ على المحميات للطبقات المنبوذة والطبقات المتخلفة وحماية حقوق الغابات القبلية.[181] دعا راهول غاندي إلى "jitni abadi، utna haq" (توزيع الموارد العامة بما يتناسب مع عدد السكان) مع وجود نفس المطلب لأحزاب المعارضة[182]

أُصدر البيان الكامل بعنوان Nyay Patra (بالهندية: न्याय पत्र) حرفيًا  "ورقة العدالة") في 5 أبريل 2024. ذكر فيها وعود أخرى بالإضافة إلى المذكورة سابقًا:
- الاعتراف بمجتمع الميم.
- تنفيذ نموذج راجستان للتأمين غير النقدي حتى 2.500.000 للرعاية الصحية الشاملة.
- حظر إلقاء النفايات السائلة في المسطحات المائية في جميع أنحاء الهند.
- زيادة الغطاء الحرجي حيث فقدت الهند ثاني أعلى غطاء غابات بعد البرازيل بين عامي 2015 و2020.
- إنشاء مراكز رياضية مجتمعية على مستوى كل كتلة وبلدية وكذلك مركز متعدد الرياضات على مستوى كل منطقة.
- إنشاء كليات طبية حكومية – مستشفيات – في جميع مناطق الهند.
- إلغاء نظام أجنيباث والعودة إلى عمليات التجنيد العادية المتبعة في الجيش والبحرية والقوات الجوية.
- إعفاء الطلاب من قروض التعليم مرة واحدة اعتبارًا من 15 مارس 2024.
- تخصيص يوم واحد في الأسبوع لمناقشة جدول الأعمال الذي تقترحه أحزاب المعارضة في مجلسي البرلمان.
- عدم التدخل في الاختيارات الشخصية فيما يتعلق بالطعام والملابس والحب والزواج والسفر والإقامة في أي جزء من الهند. ستلغى جميع القوانين والقواعد التي تتدخل بشكل غير معقول في الحريات الشخصية.
- رفض فكرة "أمة واحدة، انتخابات واحدة".
- إنشاء لجنة قضائية وطنية مسؤولة عن اختيار وتعيين قضاة المحاكم العليا والمحكمة العليا.
- تعديل الدستور لإنشاء قسمين في المحكمة العليا: محكمة دستورية ومحكمة استئناف. وستنظر المحكمة الدستورية التي تتألف من سبعة من أقدم القضاة في القضايا التي تنطوي على تفسير الدستور وغيرها من القضايا ذات الأهمية القانونية أو الوطنية. وستكون محكمة الاستئناف هي محكمة الاستئناف النهائية التي ستنظر في الطعون المقدمة من المحكمة العليا والمحاكم الوطنية والتي تتكون كل منها من ثلاثة قضاة.
- إلغاء "ضريبة الأملاك" وجميع الضرائب الاستغلالية الأخرى التي تعيق الاستثمار في الشركات الصغيرة والمتوسطة الحجم والشركات الناشئة.

## التصويت

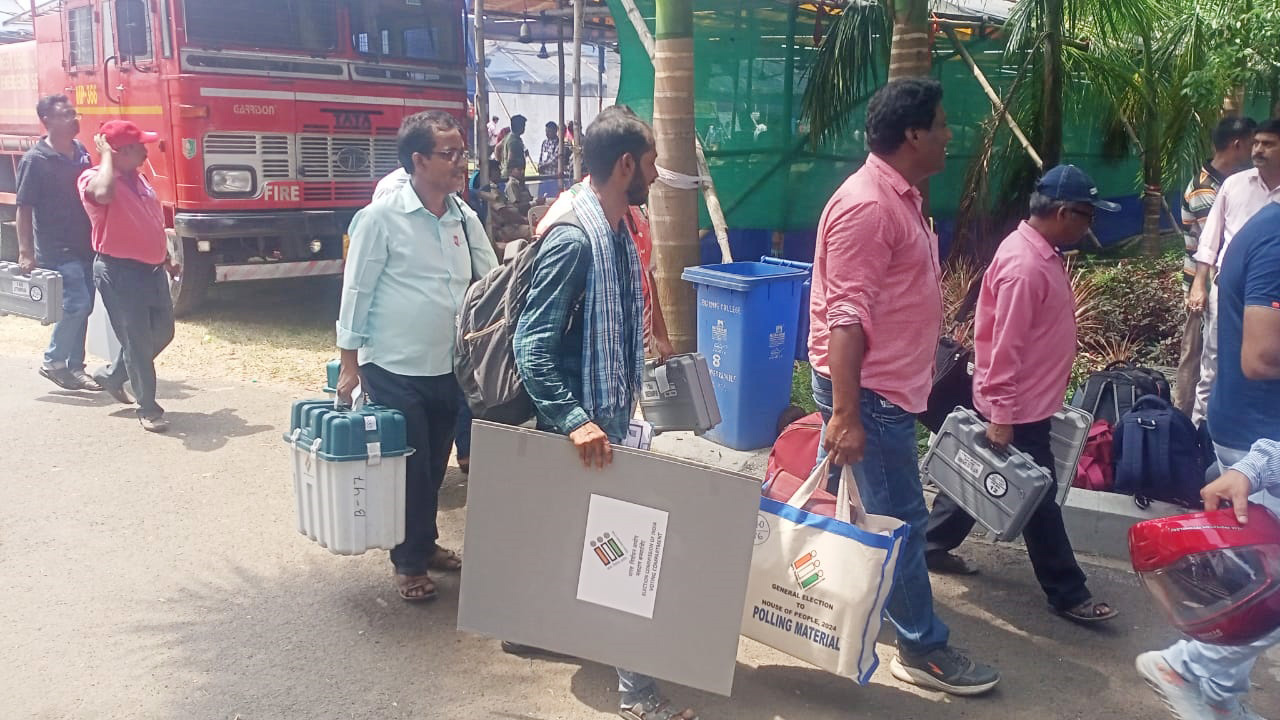
مسؤولون في مراكز الاقتراع يحملون آلات التصويت الإلكترونية وغيرها من المواد المتعلقة بالمرحلة الخامسة من الانتخابات في سيرامبور، البنغال الغربية في 19 مايو 2024.

- أجريت المرحلة الأولى من التصويت في 19 أبريل 2024.[185][186] وأُعيد الاقتراع في 11 مركز اقتراع في دائرة مانيبور الداخلية في 22 أبريل بسبب أعمال العنف.[187][188] وأُعيد الاقتراع في ثمانية مراكز اقتراع في أروناجل برديش في 24 أبريل بسبب أعمال العنف وتلف آلات التصويت الإلكترونية.[189][190]
- أُجريت المرحلة الثانية من التصويت في 26 أبريل 2024.[191][192] أُعيد الاقتراع لمركز اقتراع في تشاماراجاناجار في 29 أبريل سبب العنف وتلف آلات التصويت الإلكترونية[193][194] ولستة مراكز اقتراع في مانيبور الخارجية في 30 أبريل بسبب العنف وتلف آلات التصويت الإلكترونية والتصويت القسري الذي يُزعم أن نفذه مسلحون مجهولون.[195][196] وأعيد الاقتراع أيضًا لمركز اقتراع في أجمر في 2 مايو 2024 بسبب فقدان سجلات الناخبين.[197][198]
- أُجريت المرحلة الثالثة من التصويت في 7 مايو 2024. وبلغت نسبة المشاركة في المرحلة الثالثة من انتخابات مجلس النواب 65.68%. في هذه المرحلة كان هناك 17.24 كرور (172.400.000) مواطن يحق لهم التصويت منهم 8.85 كرور (88.500.000) رجل و8.39 كرور (83.900.000) امرأة.[199]
- أُجريت المرحلة الرابعة من التصويت في 13 مايو 2024 وفيها صوتت 96 دائرة انتخابية.[200]
- أُجريت المرحلة الخامسة من التصويت في 20 مايو 2024 وفيها صوتت 49 دائرة انتخابية.[110]
- أُجريت المرحلة السادسة من التصويت في 25 مايو 2024 وفيها صوتت 58 دائرة انتخابية.[201]
- أُجريت المرحلة السابعة من التصويت في 1 يونيو 2024 وفيها صوتت 57 دائرة انتخابية.[202] وأُعيد الاقتراع في مركز واحد في كل من دائرتي باراسات وماثورابور في البنغال الغربية في 3 يونيو بسبب أعمال العنف.[203]

### الحوادث
اندلعت أعمال عنف خارج مركز اقتراع في المرحلة الأولى في تامانبوكبي في مانيبور. أُبلغ عن اشتباكات بين عمال حزب بهاراتيا جاناتا وحزب المؤتمر لعموم الهند ترينامول في دوائر كوتش بيهار وأليبوردوار وجالبايجوري في البنغال الغربية، وعثر على جثة أحد أفراد قوة شرطة الاحتياطية المركزية في مركز اقتراع في كوتش بهار. قُتل أحد أفراد قوة شرطة الاحتياطي المركزي أثناء الاقتراع في تشاتيسغار. أبلغ عن اشتباكات بين عمال حزبي فيدوثالاي تشيروثايجال كاتشي وحزب بهاراتيا جاناتا في دائرة تشيدامبارام في تاميل نادو، أصيب فيها اثنان من حزب فيدوثالاي تشيروثايجال كاتشي وواحد من حزب بهاراتيا جاناتا.
توفي ثمانية ناخبين في المرحلة الثانية في ولاية كيرالا بسبب ضربة شمس أثناء التصويت. وقُتل اثنان من أفراد قوة شرطة مكافحة الشغب وأصيب اثنان آخران بجروح خطيرة في هجوم مسلح في منطقة بيشنوبور في مانيبور. وقُتل رجل في تبادل إطلاق نار بين مجموعتين مجهولتين في منطقتي كانجبوكبي وشرق إمفال، وأبلغ عن حوادث تخريب لآلات التصويت الإلكترونية وترهيب للناخبين وإجبارهم على التصويت لأحزاب معينة في مركزين للاقتراع في أوكرول.
قالت محبوبة مفتي التي تتنافس في المرحلة السادسة في دائرة أنانتناج راجوري في جامو وكشمير عن حزب شعب جامو وكشمير الديمقراطي إن الشرطة اعتقلت العديد من العاملين في حزبها لمنعهم من التصويت. قام عمال حزب المؤتمر لعموم الهند رينامول بمنع سيارة مرشحة حزب بهاراتيا جاناتا أجنيميترا بول أثناء توجهها للتصويت في دائرة ميدينيبور في البنغال الغربية. قبص على براشانت جاغديف مرشح حزب بهاراتيا جاناتا في أوديشا في بيجونيا للاشتباه في تخريبه آلة للتصويت الإلكترونية.
نهب حشد مواد انتخابية من أحد مراكز الاقتراع في المرحلة السابعة وألقوا بها في بركة في كولتالي، جايناجار في البنغال الغربية. اندلعت اشتباكات بين أنصار حزب بهاراتيا جاناتا وحزب المؤتمر لعموم الهند ترينامول في سانديشخالي. توفي ما لا يقل عن 33 عاملاً انتخابيًا وناخب بسبب ضربة شمس في باليا ولاية أتر برديش، صرح مسؤولو الانتخابات بالولاية لاحقًا أنه سيمنح تعويض قدره 1.5 مليون روبية (18,000 دولار) لأسر العمال المتوفين. كما أبلغ عن ما لا يقل عن عشر وفيات مرتبطة بالانتخابات في بهار في ذلك اليوم. قال رئيس لجنة الانتخابات الهندية راجيف كومار إنهم تعلموا درسًا من موجة الحر و"كان ينبغي لهم إكمال الانتخابات قبل شهر واحد على الأقل".
أبلغ عن حالات خلل في آلات التصويت الإلكترونية وإزالة مرشحين ينتمون إلى المعارضة طوال الانتخابات. طلبت المحكمة العليا من لجنة الانتخابات الهندية في 18 أبريل النظر في حالات خلل في آلات التصويت الإلكترونية المبلغ عنها في ولاية كيرالا. استبدلت 150 آلة تصويت إلكترونية في آسام بعدما وجد خلل بها. رُفض حوالي 33 مرشحًا يتحدى ناريندرا مودي في دائرته فاراناسي، وادعى 8 منهم أنهم رفضوا زورا لصالح حزب بهارتيا جاناتا لكي لا يتحدوا مودي. قال رئيس وزراء ولاية تشاتيسغار السابق بهوبيش باجيل في 4 يونيو أن هناك تناقضًا في أرقام آلات التصويت الإلكترونية، بينما اتهم رئيس وزراء ولاية أتر برديش السابق أخيليش ياداف الإدارة باعتقال موظفي حزبه لعرقلتهم في الانتخابات.

### إقبال الناخبين
صوت 642 مليون شخص في الانتخابات منهم 312 مليون ناخبة، وهي بذلك أكبر انتخابات في العالم.
| الولاية/الإقليم الاتحادي      | المجموع | المجموع     | المرحلة الأولى 19 أبريل | المرحلة الأولى 19 أبريل | المرحلة الثانية 26 أبريل | المرحلة الثانية 26 أبريل | المرحلة الثالثة 7 مايو | المرحلة الثالثة 7 مايو | المرحلة الرابعة 13 مايو | المرحلة الرابعة 13 مايو | المرحلة الخامسة 20 مايو | المرحلة الخامسة 20 مايو | المرحلة السادسة 25 مايو | المرحلة السادسة 25 مايو | المرحلة السابعة 1 يونيو | المرحلة السابعة 1 يونيو |
| الولاية/الإقليم الاتحادي      | المقاعد | الإقبال (%) | المقاعد                 | الإقبال (%)             | !المقاعد                 | الإقبال (%)              | المقاعد                | الإقبال (%)            | المقاعد                 | الإقبال (%)             | المقاعد                 | الإقبال (%)             | المقاعد                 | الإقبال (%)             | المقاعد                 | الإقبال (%)             |
| ----------------------------- | ------- | ----------- | ----------------------- | ----------------------- | ------------------------ | ------------------------ | ---------------------- | ---------------------- | ----------------------- | ----------------------- | ----------------------- | ----------------------- | ----------------------- | ----------------------- | ----------------------- | ----------------------- |
| أندرا برديش                   | 25      | 81.86 ▲     | –                       | –                       | –                        | –                        | –                      | –                      | 25                      | 81.86                   | –                       | –                       | –                       | –                       | –                       | –                       |
| أروناجل برديش                 | 2       | 77.68 ▼     | 2                       | 77.68                   | –                        | –                        | –                      | –                      | –                       | –                       | –                       | –                       | –                       | –                       | –                       | –                       |
| أسام                          | 14      | 81.62 ▲     | 5                       | 78.25                   | 5                        | 81.17                    | 4                      | 85.45                  | –                       | –                       | –                       | –                       | –                       | –                       | –                       | –                       |
| بهار                          | 40      | 56.19 ▼     | 4                       | 49.26                   | 5                        | 59.45                    | 5                      | 59.14                  | 5                       | 58.21                   | 5                       | 56.76                   | 8                       | 57.18                   | 8                       | 53.29                   |
| تشاتيسغار                     | 11      | 72.17 ▲     | 1                       | 68.29                   | 3                        | 76.24                    | 7                      | 71.98                  | –                       | –                       | –                       | –                       | –                       | –                       | –                       | –                       |
| غوا                           | 2       | 76.06 ▲     | –                       | –                       | –                        | –                        | 2                      | 76.06                  | –                       | –                       | –                       | –                       | –                       | –                       | –                       | –                       |
| كجرات                         | 26      | 60.13 ▼     | –                       | –                       | –                        | –                        | 25                     | 60.13                  | –                       | –                       | –                       | –                       | –                       | –                       | –                       | –                       |
| هريانة                        | 10      | 64.80 ▼     | –                       | –                       | –                        | –                        | –                      | –                      | –                       | –                       | –                       | –                       | 10                      | 64.80                   | –                       | –                       |
| هيماجل برديش                  | 4       | 70.90 ▼     | –                       | –                       | –                        | –                        | –                      | –                      | –                       | –                       | –                       | –                       | –                       | –                       | 4                       | 70.90                   |
| جهارخاند                      | 14      | 66.19 ▼     | –                       | –                       | –                        | –                        | –                      | –                      | 4                       | 66.01                   | 3                       | 63.21                   | 4                       | 65.39                   | 3                       | 70.88                   |
| كرناتكا                       | 28      | 70.64 ▲     | –                       | –                       | 14                       | 69.56                    | 14                     | 71.84                  | –                       | –                       | –                       | –                       | –                       | –                       | –                       | –                       |
| كيرلا                         | 20      | 71.27 ▼     | –                       | –                       | 20                       | 71.27                    | –                      | –                      | –                       | –                       | –                       | –                       | –                       | –                       | –                       | –                       |
| ماديا برديش                   | 29      | 66.87 ▼     | 6                       | 67.75                   | 6                        | 58.59                    | 9                      | 66.74                  | 8                       | 72.05                   | –                       | –                       | –                       | –                       | –                       | –                       |
| مهاراشترا                     | 48      | 61.29 ▲     | 5                       | 63.71                   | 8                        | 62.71                    | 11                     | 63.55                  | 11                      | 62.21                   | 13                      | 56.89                   | –                       | –                       | –                       | –                       |
| مانيبور                       | 2       | 80.47 ▼     | 1⁄2                     | 76.10                   | 1⁄2                      | 84.85                    | –                      | –                      | –                       | –                       | –                       | –                       | –                       | –                       | –                       | –                       |
| ميغالايا                      | 2       | 76.60 ▲     | 2                       | 76.60                   | –                        | –                        | –                      | –                      | –                       | –                       | –                       | –                       | –                       | –                       | –                       | –                       |
| ميوزرام                       | 1       | 56.87 ▼     | 1                       | 56.87                   | –                        | –                        | –                      | –                      | –                       | –                       | –                       | –                       | –                       | –                       | –                       | –                       |
| ناجلاند                       | 1       | 57.72 ▼     | 1                       | 57.72                   | –                        | –                        | –                      | –                      | –                       | –                       | –                       | –                       | –                       | –                       | –                       | –                       |
| أوديشا                        | 21      | 74.51 ▲     | –                       | –                       | –                        | –                        | –                      | –                      | 4                       | 75.68                   | 5                       | 73.50                   | 6                       | 74.45                   | 6                       | 74.41                   |
| البنجاب                       | 13      | 62.80 ▼     | –                       | –                       | –                        | –                        | –                      | –                      | –                       | –                       | –                       | –                       | –                       | –                       | 13                      | 62.80                   |
| راجستان                       | 25      | 61.34 ▼     | 12                      | 57.65                   | 13                       | 65.03                    | –                      | –                      | –                       | –                       | –                       | –                       | –                       | –                       | –                       | –                       |
| سكم                           | 1       | 79.88 ▼     | 1                       | 79.88                   | –                        | –                        | –                      | –                      | –                       | –                       | –                       | –                       | –                       | –                       | –                       | –                       |
| تاميل نادو                    | 39      | 69.72 ▼     | 39                      | 69.72                   | –                        | –                        | –                      | –                      | –                       | –                       | –                       | –                       | –                       | –                       | –                       | –                       |
| تلنغانة                       | 17      | 65.67 ▲     | –                       | –                       | –                        | –                        | –                      | –                      | 17                      | 65.67                   | –                       | –                       | –                       | –                       | –                       | –                       |
| تريبورة                       | 2       | 80.92 ▼     | 1                       | 81.48                   | 1                        | 80.36                    | –                      | –                      | –                       | –                       | –                       | –                       | –                       | –                       | –                       | –                       |
| أتر برديش                     | 80      | 56.92 ▼     | 8                       | 61.11                   | 8                        | 55.19                    | 10                     | 57.55                  | 13                      | 58.22                   | 14                      | 58.02                   | 14                      | 54.04                   | 13                      | 55.85                   |
| أترخند                        | 5       | 57.22 ▼     | 5                       | 57.22                   | –                        | –                        | –                      | –                      | –                       | –                       | –                       | –                       | –                       | –                       | –                       | –                       |
| البنغال الغربية               | 42      | 79.29 ▼     | 3                       | 81.91                   | 3                        | 76.58                    | 4                      | 77.53                  | 8                       | 80.22                   | 7                       | 78.45                   | 8                       | 82.71                   | 9                       | 76.80                   |
| جزر إندمان ونيكوبار           | 1       | 64.10 ▼     | 1                       | 64.10                   | –                        | –                        | –                      | –                      | –                       | –                       | –                       | –                       | –                       | –                       | –                       | –                       |
| شانديغار                      | 1       | 67.98 ▼     | –                       | –                       | –                        | –                        | –                      | –                      | –                       | –                       | –                       | –                       | –                       | –                       | 1                       | 67.98                   |
| دادرا وناجار هافيلي ودمن وديو | 2       | 71.31 ▲     | –                       | –                       | –                        | –                        | 2                      | 71.31                  | –                       | –                       | –                       | –                       | –                       | –                       | –                       | –                       |
| دلهي                          | 7       | 58.69 ▼     | –                       | –                       | –                        | –                        | –                      | –                      | –                       | –                       | –                       | –                       | 7                       | 58.69                   | –                       | –                       |
| جامو وكشمير                   | 5       | 58.58 ▲     | 1                       | 68.27                   | 1                        | 72.22                    | –                      | –                      | 1                       | 38.49                   | 1                       | 59.10                   | 1                       | 55.40                   | –                       | –                       |
| لداخ                          | 1       | 71.82 ▲     | –                       | –                       | –                        | –                        | –                      | –                      | –                       | –                       | 1                       | 71.82                   | –                       | –                       | –                       | –                       |
| لكشديب                        | 1       | 84.16 ▼     | 1                       | 84.16                   | –                        | –                        | –                      | –                      | –                       | –                       | –                       | –                       | –                       | –                       | –                       | –                       |
| بودوتشيري                     | 1       | 78.90 ▼     | 1                       | 78.90                   | –                        | –                        | –                      | –                      | –                       | –                       | –                       | –                       | –                       | –                       | –                       | –                       |
| المجموع                       | 543     | 66.33 ▼     | 1011⁄2                  | 66.14                   | 871⁄2                    | 66.71                    | 93                     | 65.68                  | 96                      | 69.16                   | 49                      | 62.20                   | 58                      | 63.37                   | 57                      | 63.88                   |

## الدعاية المضللة
كذب ناريندرا مودي في تجمع انتخابي في راجستان في 21 أبريل فقال أن رئيس الوزراء السابق مانموهان سينغ قال ذات مرة "إن المسلمين لهم الحق الأول في موارد البلاد"، في إغفال لبقية خطاب سينغ الذي ذكر فيه أيضا المجتمعات المتخلفة (الطبقات المجدولة والقبائل المجدولة والطبقات المتخلفة الأخرى) والنساء والأطفال والأقليات. وأيضا قال مودي أن راهول غاندي لم يذكر اسم غوتام أداني وموكيش أمباني ولا مرة طوال الانتخابات، في حين أن غاندي ذكر أداني وأمباني حوالي 25 مرة.
أفادت هيئة الإذاعة البريطانية في أبريل 2024 أن حزب بهاراتيا جاناتا وأحزاب المعارضة استخدموا الذكاء الاصطناعي ومقاطع الفيديو مزيفة في الدعاية لانتخابات 2024. ذكرت مجلة تايم في يونيو 2024 أن أنصار حزب بهاراتيا جاناتا وشركاءه قاموا طوال الانتخابات بتداول أخبار كاذبة من أجل تشويه سمعة خصومه ونشر الكراهية ضد الأقليات الدينية.

## النتيجة
نسبة الأحزاب من مقاعد البرلمان
نسبة التصويت للأحزاب
فاز حزب بهاراتيا جاناتا بمقعده الأول في الجولة الأولى بعد انتخاب موكيش دلال مرشح الحزب عن دائرة سورات في ولاية كجرات دون معارضة بعد انسحاب المرشحين الآخرين. لم تجرى الانتخابات في الدائرة، فقد أعلنت لجنة الانتخابات الهندية عن فوزه قبل أسبوعين من بداية الانتخابات بسبب عدم وجود منافسين.
وُصفت العديد من المصادر الإعلامية نتيجة للانتخابات بأنها "صدمة" لناريندرا مودي، حيث فشل حزب بهاراتيا جاناتا في تحقيق هدفه بالفوز بـ 400 مقعد. بينما فاق أداء تحالف المعارضة استطلاعات الرأي التي توقعت بأغلبية ساحقة لحزب بهاراتيا جاناتا، هذا مع انتصارهم في ولايات رئيسة مثل أتر برديش ومهاراشترا والبنغال الغربية. أضطر حزب بهاراتيا جاناتا للاعتماد على مقاعد حزبي تيلوغو ديسام في أندرا برديش بقيادة تشاندرا بابو نايدو وجنتا دال (يونايتد) في بهار بقيادة نيتيش كومار البالغة 28 مقعد حتى يكون للتحالف الوطني الديمقراطي أغلبية في لوك سابها.

### النتيجة حسب التحالف والحزب
|                                 |                                            |                                                        |                                            |             |        |         |     |
| الحزب أو الائتلاف               | الحزب أو الائتلاف                          | الحزب أو الائتلاف                                      | الحزب أو الائتلاف                          | الأصوات     | %      | المقاعد | +/– |
|                                 | التحالف الديمقراطي الوطني                  |                                                        | حزب بهاراتيا جاناتا                        | 235٬973٬935 |        | 240     | –63 |
|                                 | التحالف الديمقراطي الوطني                  | حزب تيلوغو ديسام                                       | 12٬775٬270                                 |             | 16     | +13     |     |
|                                 | التحالف الديمقراطي الوطني                  | جنتا دال (يونايتد)                                     | 8٬039٬663                                  |             | 12     | –4      |     |
|                                 | التحالف الديمقراطي الوطني                  | Shiv Sena                                              | 7٬401٬447                                  |             | 7      | –11     |     |
|                                 | التحالف الديمقراطي الوطني                  | Lok Janshakti Party (Ram Vilas)                        | 2٬810٬250                                  |             | 5      | +5      |     |
|                                 | التحالف الديمقراطي الوطني                  | Janata Dal (Secular)                                   | 2٬173٬701                                  |             | 2      | +1      |     |
|                                 | التحالف الديمقراطي الوطني                  | Jana Sena Party                                        | 1٬454٬138                                  |             | 2      | +2      |     |
|                                 | التحالف الديمقراطي الوطني                  | راشتريا لوك دال ‏                                       | 893٬460                                    |             | 2      | +2      |     |
|                                 | التحالف الديمقراطي الوطني                  | All Jharkhand Students Union                           | 458٬677                                    |             | 1      | 0       |     |
|                                 | التحالف الديمقراطي الوطني                  | Nationalist Congress Party                             | 2٬059٬179                                  |             | 1      | –4      |     |
|                                 | التحالف الديمقراطي الوطني                  | United People's Party Liberal                          | 488٬995                                    |             | 1      | +1      |     |
|                                 | التحالف الديمقراطي الوطني                  | Sikkim Krantikari Morcha                               | 164٬396                                    |             | 1      | +1      |     |
|                                 | التحالف الديمقراطي الوطني                  | Apna Dal (Soneylal)                                    | 808٬245                                    |             | 1      | –1      |     |
|                                 | التحالف الديمقراطي الوطني                  | Asom Gana Parishad                                     | 1٬298٬707                                  |             | 1      | +1      |     |
|                                 | التحالف الديمقراطي الوطني                  | Hindustani Awam Morcha                                 | 494٬960                                    |             | 1      | +1      |     |
|                                 | التحالف الديمقراطي الوطني                  | Pattali Makkal Katchi                                  | 1٬879٬689                                  |             | 0      | 0       |     |
|                                 | التحالف الديمقراطي الوطني                  | Bharath Dharma Jana Sena                               | 505٬753                                    |             | 0      | 0       |     |
|                                 | التحالف الديمقراطي الوطني                  | Tamil Maanila Congress                                 | 410٬401                                    |             | 0      | 0       |     |
|                                 | التحالف الديمقراطي الوطني                  | Amma Makkal Munnettra Kazhagam                         | 521٬787                                    |             | 0      | 0       |     |
|                                 | التحالف الديمقراطي الوطني                  | National People's Party                                | 417٬930                                    |             | 0      | –1      |     |
|                                 | التحالف الديمقراطي الوطني                  | Naga People's Front                                    | 299٬536                                    |             | 0      | –1      |     |
|                                 | التحالف الديمقراطي الوطني                  | Nationalist Democratic Progressive Party               | 350٬967                                    |             | 0      | –1      |     |
|                                 | التحالف الديمقراطي الوطني                  | Rashtriya Lok Morcha                                   | 253٬876                                    |             | 0      | 0       |     |
|                                 | التحالف الديمقراطي الوطني                  | Rashtriya Samaj Paksha                                 | 467٬282                                    |             | 0      | 0       |     |
|                                 | التحالف الديمقراطي الوطني                  | Suheldev Bharatiya Samaj Party                         | 340٬188                                    |             | 0      | 0       |     |
|                                 | التحالف الديمقراطي الوطني                  | Independents                                           | 342٬882                                    |             | 0      | –1      |     |
| الإجمالي                        | الإجمالي                                   |                                                        |                                            | 293         | –60    |         |     |
|                                 | التحالف الوطني الهندي التنموي الشامل       |                                                        | المؤتمر الوطني الهندي                      | 136٬759٬064 |        | 99      | +47 |
|                                 | التحالف الوطني الهندي التنموي الشامل       | سماجوادي                                               | 29٬549٬381                                 |             | 37     | +32     |     |
|                                 | التحالف الوطني الهندي التنموي الشامل       | All India Trinamool Congress                           | 28٬213٬393                                 |             | 29     | +7      |     |
|                                 | التحالف الوطني الهندي التنموي الشامل       | Dravida Munnetra Kazhagam                              | 11٬754٬710                                 |             | 22     | –2      |     |
|                                 | التحالف الوطني الهندي التنموي الشامل       | الحزب الشيوعي الهندي (الماركسي)                        | 11٬342٬553                                 |             | 4      | +1      |     |
|                                 | التحالف الوطني الهندي التنموي الشامل       | Rashtriya Janata Dal                                   | 10٬107٬402                                 |             | 4      | +4      |     |
|                                 | التحالف الوطني الهندي التنموي الشامل       | Shiv Sena (Uddhav Balasaheb Thackeray)                 | 9٬567٬779                                  |             | 9      | +9      |     |
|                                 | التحالف الوطني الهندي التنموي الشامل       | Aam Aadmi Party                                        | 7٬147٬800                                  |             | 3      | +2      |     |
|                                 | التحالف الوطني الهندي التنموي الشامل       | Nationalist Congress Party (Sharadchandra Pawar) NCPSP | 5٬921٬162                                  |             | 8      | +8      |     |
|                                 | التحالف الوطني الهندي التنموي الشامل       | الحزب الشيوعي الهندي                                   | 3٬157٬184                                  |             | 2      | 0       |     |
|                                 | التحالف الوطني الهندي التنموي الشامل       | Jharkhand Mukti Morcha                                 | 2٬652٬955                                  |             | 3      | +2      |     |
|                                 | التحالف الوطني الهندي التنموي الشامل       | Communist Party of India (Marxist–Leninist) Liberation | 1٬736٬771                                  |             | 2      | +2      |     |
|                                 | التحالف الوطني الهندي التنموي الشامل       | الرابطة الإسلامية الهندية                              | 1٬716٬186                                  |             | 3      | 0       |     |
|                                 | التحالف الوطني الهندي التنموي الشامل       | مؤتمر جامو وكشمير الوطني                               | 1٬147٬041                                  |             | 2      | –1      |     |
|                                 | التحالف الوطني الهندي التنموي الشامل       | Viduthalai Chiruthaigal Katchi                         | 990٬237                                    |             | 2      | +1      |     |
|                                 | التحالف الوطني الهندي التنموي الشامل       | Bharat Adivasi Party                                   | 1٬257٬056                                  |             | 1      | +1      |     |
|                                 | التحالف الوطني الهندي التنموي الشامل       | Kerala Congress                                        | 364٬631                                    |             | 1      | 0       |     |
|                                 | التحالف الوطني الهندي التنموي الشامل       | Marumalarchi Dravida Munnetra Kazhagam                 | 542٬213                                    |             | 1      | +1      |     |
|                                 | التحالف الوطني الهندي التنموي الشامل       | Rashtriya Loktantrik Party RLTP                        | 596٬955                                    |             | 1      | 0       |     |
|                                 | التحالف الوطني الهندي التنموي الشامل       | الحزب الاشتراكي الثوري                                 | 587٬363                                    |             | 1      | 0       |     |
|                                 | التحالف الوطني الهندي التنموي الشامل       | كتلة التقدم الهندي                                     | 289٬941                                    |             | 0      | 0       |     |
|                                 | التحالف الوطني الهندي التنموي الشامل       | حزب شعب جامو وكشمير الديمقراطي                         | 435٬980                                    |             | 0      | 0       |     |
|                                 | التحالف الوطني الهندي التنموي الشامل       | Vikassheel Insaan Party                                | 1٬187٬455                                  |             | 0      | 0       |     |
|                                 | التحالف الوطني الهندي التنموي الشامل       | Assam Jatiya Parishad                                  | 414٬441                                    |             | 0      | 0       |     |
|                                 | التحالف الوطني الهندي التنموي الشامل       | Kerala Congress (Mani)                                 | 277٬365                                    |             | 0      | 0       |     |
| الإجمالي                        | الإجمالي                                   |                                                        |                                            | 234         | +143   |         |     |
|                                 | YSR Congress Party YSRCP                   | YSR Congress Party YSRCP                               | YSR Congress Party YSRCP                   | 13٬316٬039  |        | 4       | –18 |
|                                 | Shiromani Akali Dal SAD                    | Shiromani Akali Dal SAD                                | Shiromani Akali Dal SAD                    | 1٬814٬318   |        | 1       | –1  |
|                                 | مجلس اتحاد المسلمين AIMIM                  | مجلس اتحاد المسلمين AIMIM                              | مجلس اتحاد المسلمين AIMIM                  | 1٬400٬215   |        | 1       | –1  |
|                                 | Zoram People's Movement ZPM                | Zoram People's Movement ZPM                            | Zoram People's Movement ZPM                | 208٬552     |        | 1       | +1  |
|                                 | Azad Samaj Party (Kanshi Ram) ASPKR        | Azad Samaj Party (Kanshi Ram) ASPKR                    | Azad Samaj Party (Kanshi Ram) ASPKR        | 691٬820     |        | 1       | +1  |
|                                 | Voice of the People Party                  | Voice of the People Party                              | Voice of the People Party                  | 571٬078     |        | 1       | +1  |
|                                 | أول إنديا أنا درافيدا مونترا كاجاغام ‏ ADMK | أول إنديا أنا درافيدا مونترا كاجاغام ‏ ADMK             | أول إنديا أنا درافيدا مونترا كاجاغام ‏ ADMK | 8٬952٬587   |        | 0       | –1  |
|                                 | Bahujan Samaj Party                        | Bahujan Samaj Party                                    | Bahujan Samaj Party                        | 13٬153٬818  |        | 0       | –10 |
|                                 | Karnataka Rashtra Samithi                  | Karnataka Rashtra Samithi                              | Karnataka Rashtra Samithi                  | 51٬529      |        | 0       | 0   |
|                                 | Biju Janata Dal BJD                        | Biju Janata Dal BJD                                    | Biju Janata Dal BJD                        | 9٬413٬379   |        | 0       | –12 |
|                                 | Uttama Prajaakeeya Party                   | Uttama Prajaakeeya Party                               | Uttama Prajaakeeya Party                   | 40٬491      |        | 0       | 0   |
|                                 | Bharat Rashtra Samithi BHRS                | Bharat Rashtra Samithi BHRS                            | Bharat Rashtra Samithi BHRS                | 3٬657٬237   |        | 0       | –9  |
|                                 | Shiromani Akali Dal (Amritsar)             | Shiromani Akali Dal (Amritsar)                         | Shiromani Akali Dal (Amritsar)             | 521٬749     |        | 0       | 0   |
|                                 | Indian National Lok Dal                    | Indian National Lok Dal                                | Indian National Lok Dal                    | 226٬975     |        | 0       | 0   |
|                                 | Jannayak Janta Party                       | Jannayak Janta Party                                   | Jannayak Janta Party                       | 113٬827     |        | 0       | 0   |
|                                 | Desiya Murpokku Dravida Kazhagam           | Desiya Murpokku Dravida Kazhagam                       | Desiya Murpokku Dravida Kazhagam           | 1٬128٬616   |        | 0       | 0   |
|                                 | Gondwana Ganatantra Party                  | Gondwana Ganatantra Party                              | Gondwana Ganatantra Party                  |             |        | 0       | 0   |
|                                 | All India United Democratic Front AIUDF    | All India United Democratic Front AIUDF                | All India United Democratic Front AIUDF    | 625٬954     |        | 0       | –1  |
|                                 | Revolutionary Goans Party                  | Revolutionary Goans Party                              | Revolutionary Goans Party                  | 64٬578      |        | 0       | 0   |
|                                 | Sikkim Democratic Front                    | Sikkim Democratic Front                                | Sikkim Democratic Front                    | 77٬171      |        | 0       | 0   |
|                                 | Bodoland People's Front                    | Bodoland People's Front                                | Bodoland People's Front                    | 777٬570     |        | 0       | 0   |
|                                 | Nationalist Democratic Progressive Party   | Nationalist Democratic Progressive Party               | Nationalist Democratic Progressive Party   | 350٬967     |        | 0       | –1  |
|                                 | Mizo National Front                        | Mizo National Front                                    | Mizo National Front                        | 140٬264     |        | 0       | –1  |
|                                 | United Democratic Party (Meghalaya)        | United Democratic Party (Meghalaya)                    | United Democratic Party (Meghalaya)        | 44٬563      |        | 0       | 0   |
|                                 | حزب فهود جامو وكشمير الوطنية               | حزب فهود جامو وكشمير الوطنية                           | حزب فهود جامو وكشمير الوطنية               | 23٬268      |        | 0       | 0   |
|                                 | أحزاب أخرى                                 | أحزاب أخرى                                             | أحزاب أخرى                                 |             |        | 0       | –2  |
|                                 | مستقلون                                    | مستقلون                                                | مستقلون                                    |             |        | 7       | –1  |
| لا شىء مما بالأعلى ‏             | لا شىء مما بالأعلى ‏                        | لا شىء مما بالأعلى ‏                                    | لا شىء مما بالأعلى ‏                        | 6٬372٬220   |        | –       | –   |
| المجموع                         | المجموع                                    | المجموع                                                | المجموع                                    |             |        | 543     | 0   |
|                                 |                                            |                                                        |                                            |             |        |         |     |
| الأصوات الصحيحة                 | الأصوات الصحيحة                            | الأصوات الصحيحة                                        | الأصوات الصحيحة                            | 638٬934٬799 | 99.00  |         |     |
| الأصوات الباطلة والفارغة        | الأصوات الباطلة والفارغة                   | الأصوات الباطلة والفارغة                               | الأصوات الباطلة والفارغة                   | 6٬428٬646   | 1.00   |         |     |
| مجموع الأصوات                   | مجموع الأصوات                              | مجموع الأصوات                                          | مجموع الأصوات                              | 645٬363٬445 | 100.00 |         |     |
| الناخبين المسجلين ومعدل الإقبال | الناخبين المسجلين ومعدل الإقبال            | الناخبين المسجلين ومعدل الإقبال                        | الناخبين المسجلين ومعدل الإقبال            | 968٬821٬926 | 66.61  |         |     |
| المصدر: ECI                     |                                            |                                                        |                                            |             |        |         |     |

### النتيجة حسب المنطقة
| المنطقة        | عدد المقاعد |                           |                                      |      |
| المنطقة        | عدد المقاعد | التحالف الديمقراطي الوطني | التحالف الوطني الهندي التنموي الشامل | أخرى |
| شمال الهند     | 151         | 83                        | 72                                   | 6    |
| West India     | 78          | 45                        | 31                                   | 2    |
| وسط الهند ‏     | 40          | 39                        | 1                                    | 0    |
| شرق الهند ‏     | 118         | 72                        | 45                                   | 1    |
| شمال شرق الهند | 25          | 16                        | 7                                    | 2    |
| جنوب الهند     | 131         | 49                        | 77                                   | 5    |
| المجموع        | 543         | 293                       | 234                                  | 16   |

### النتيجة حسب الولاية أو إقليم اتحادي
| الولاية/الإقليم الاتحادي                 | المقاعد |                           |                                      |            |
| الولاية/الإقليم الاتحادي                 | المقاعد | التحالف الديمقراطي الوطني | التحالف الوطني الهندي التنموي الشامل | أحزاب أخرى |
| Andaman and Nicobar Islands              | 1       | 1                         | 0                                    | 0          |
| Andhra Pradesh                           | 25      | 21                        | 0                                    | 4          |
| Arunachal Pradesh                        | 2       | 2                         | 0                                    | 0          |
| Assam                                    | 14      | 11                        | 3                                    | 0          |
| Bihar                                    | 40      | 30                        | 9                                    | 1          |
| Chandigarh                               | 1       | 0                         | 1                                    | 0          |
| Chhattisgarh                             | 11      | 10                        | 1                                    | 0          |
| Dadra and Nagar Haveli and Daman and Diu | 2       | 1                         | 0                                    | 1          |
| Delhi                                    | 7       | 7                         | 0                                    | 0          |
| Goa                                      | 2       | 1                         | 1                                    | 0          |
| Gujarat                                  | 26      | 25                        | 1                                    | 0          |
| Haryana                                  | 10      | 5                         | 5                                    | 0          |
| Himachal Pradesh                         | 4       | 4                         | 0                                    | 0          |
| Jammu and Kashmir                        | 5       | 2                         | 2                                    | 1          |
| Jharkhand                                | 14      | 9                         | 5                                    | 0          |
| Karnataka                                | 28      | 19                        | 9                                    | 0          |
| Kerala                                   | 20      | 1                         | 19                                   | 0          |
| Ladakh                                   | 1       | 0                         | 0                                    | 1          |
| Lakshadweep                              | 1       | 0                         | 1                                    | 0          |
| Madhya Pradesh                           | 29      | 29                        | 0                                    | 0          |
| Maharashtra                              | 48      | 17                        | 30                                   | 1          |
| Manipur                                  | 2       | 0                         | 2                                    | 0          |
| Meghalaya                                | 2       | 0                         | 1                                    | 1          |
| Mizoram                                  | 1       | 0                         | 0                                    | 1          |
| Nagaland                                 | 1       | 0                         | 1                                    | 0          |
| Odisha                                   | 21      | 20                        | 1                                    | 0          |
| Puducherry                               | 1       | 0                         | 1                                    | 0          |
| Punjab                                   | 13      | 0                         | 10                                   | 3          |
| Rajasthan                                | 25      | 14                        | 11                                   | 0          |
| Sikkim                                   | 1       | 1                         | 0                                    | 0          |
| Tamil Nadu                               | 39      | 0                         | 39                                   | 0          |
| Telangana                                | 17      | 8                         | 8                                    | 1          |
| Tripura                                  | 2       | 2                         | 0                                    | 0          |
| Uttar Pradesh                            | 80      | 36                        | 43                                   | 1          |
| Uttarakhand                              | 5       | 5                         | 0                                    | 0          |
| West Bengal                              | 42      | 12                        | 30                                   | 0          |
| المجموع                                  | 543     | 293                       | 234                                  | 16         |

## ما بعد النتيجة
وصف ناريندرا مودي نتيجة التحالف الوطني الديمقراطي بأنه "إنجاز تاريخي في تاريخ الهند"، بينما قال رئيس حزب المؤتمر ماليكارجون كهارجي إن الانتخابات كانت "خسارة أخلاقية وسياسية" لمودي و"فوزًا للديمقراطية" والجمهور قال مودي في خطاب ألقاه أمام أنصاره في 4 يونيو أن التحالف الوطني الديمقراطي سيشكل الحكومة للمرة الثالثة على التوالي. وافق أعضاء التحالف الوطني الديمقراطي على أن يكون مودي رئيس الوزراء مرة أخرى في 5 يونيو، واختاروه زعيمًا للتحالف في 7 يونيو ونُصب رئيسًا للوزراء في 9 يونيو. كشف مودي عن حكومته المكونة من 71 عضوًا في 10 يونيو تسلم أعضاء حزب بهاراتيا جاناتا 61 حقيبة وزارية منها تشمل وزارات الشؤون الخارجية والداخلية والمالية والدفاع، بينما تولى حزبي تيلوغو ديسام وجنتا دال (يوناتيد) كل واحد منهما وزارتين لكل والوزارات الباقية لأعضاء أخرين في التحالف الوطني الديمقراطي. أعيد انتخاب أوم بيرلا من حزب بهاراتيا جاناتا رئيسًا لمجلس النواب للمرة الثانية في 26 يونيو.
دعم النواب المستقلون من دوائر سانجلي وبورنيا فيشال باتيل وبابو ياداف دعمهم لتحالف المعارضة بعد الانتخابات مما زاد فعليًا من حصيلة تحالف المعارضة إلى 236 مقعد. رشحت قيادة حزب المؤتمر في 8 يونيو بالإجماع راهول غاندي ليكون زعيم المعارضة وهو المنصب الذي كان شاغرًا منذ عام 2014. وتولاه رسميًا في 25 يونيو.

## الردود

### دوليا
هنأ زعماء وقادة أنتيغوا وباربودا والأرجنتين وأرمينيا وأستراليا والنمسا والبحرين وبنغلاديش وباربادوس وبلجيكا وبليز وبنين وبوتان وبوليفيا والبرازيل وكمبوديا وكندا والصين وجزر القمر وكرواتيا وقبرص وجمهورية التشيك والدنمارك ومصر وإستونيا وإسواتيني، الاتحاد الأوروبي وفنلندا وفرنسا وألمانيا واليونان وغيانا وهندوراس وآيسلندا وإندونيسيا وإيران والعراق وإسرائيل وإيطاليا وجامايكا واليابان وكينيا ولاتفيا وليتوانيا والمالديف ومدغشقر وماليزيا وموريشيوس ومولدوفا ونيبال وهولندا ونيوزيلندا ونيجيريا والنرويج وباكستان والفلبين وروسيا وسانت كيتس ونيفيس وصربيا وسنغافورة وسلوفينيا وكوريا الجنوبية وإسبانيا وسريلانكا والسويد وتايوان وتنزانيا وتايلاند وتيمور الشرقية وأوغندا وأوكرانيا والإمارات العربية المتحدة والمملكة المتحدة والولايات المتحدة وفيتنام واليمن وزامبيا مودي على الفوز بالانتخابات.

### سوق الأسهم
سجلت مؤشرات BSE Sensex وNifty50 ارتفاعًا قياسيًا في يوم نشر النتائج وارتفعت قيمة الروبية الهندية بعد نشر استطلاعات الرأي. لكن انهارت أسواق الأسهم الهندية في يوم نشر النتائج. دعا راهول غاندي لاحقًا إلى التحقيق في أسباب انهيار البورصة، قائلاً إن مودي وأميت شاه ووزيرة المالية نيرمالا سيترامان ضللوا المستثمرين لشراء الأسهم قبل نشر نتائج الانتخابات في 4 يونيو تحسبًا لفوز ساحق لحزب بهاراتيا جاناتا.